# Estepa (Sevilla)
Estepa es una ciudad y municipio español de la provincia de Sevilla, en la comunidad autónoma de Andalucía. Está situada en la zona sureste de la provincia, en la comarca de Estepa, dentro del área de tránsito entre la campiña, correspondiente a la depresión del Guadalquivir, y las primeras estribaciones de la cordillera subbética. Es la cabeza del partido judicial de Estepa.
En 2016 contaba con 12.615 habitantes. Su término municipal tiene una superficie de 202,42 kilómetros cuadrados y una densidad de población de 62,65 hab./km². Se encuentra a una altitud de 604 m s. n. m. y a 110 km de Sevilla, la capital de provincia. Está bien comunicada con varias capitales andaluzas, como Sevilla o Málaga, mediante la autovía A-92 o sus ramales.
Debido a su ubicación, Estepa es conocida como el "Balcón de Andalucía". Surgida originalmente en lo alto del cerro de San Cristóbal, desde donde se divisan en días claros Sevilla, Córdoba o Málaga e incluso las cumbres de Sierra Nevada.
Las actividades económicas más importantes de Estepa son la industria del dulce navideño y la producción de aceite de oliva. La producción de dulces se concentra en el período previo a la Navidad con la producción de mantecados, polvorones y otros dulces. El aceite producido en Estepa y su comarca cuenta con la Denominación de Origen Protegida Estepa.
En el actual término municipal de Estepa se han encontrado restos arqueológicos de asentamientos humanos que se remontan a tiempos anteriores a la dominación romana. La antigua ciudad romana de Ostippo alcanzó importancia por su situación en un enclave estratégico donde se cruzaban varios caminos. Posteriormente fue un enclave visigodo y musulmán, hasta la conquista por el rey Fernando III el Santo en 1241, siete años antes que la reconquista de Sevilla por el mismo rey. El siglo XVI fue el de esplendor artístico y monumental. En 1886 le fue concedido el título de ciudad por la reina regente María Cristina de Habsburgo-Lorena.
La ciudad fue declarada conjunto histórico-artístico en 1965. Cuenta con monumentos civiles y religiosos de gran valor artístico y arquitectónico, con miradores con vistas a la campiña. También son de atractivo turístico varias fiestas y ferias populares que se celebran a lo largo del año, sobre todo las procesiones de la Semana Santa de Estepa. Es localidad de paso del Camino de la Frontera hacia Santiago de Compostela.

## Escudo

Escudo antiguo

El escudo de Estepa responde a la siguiente descripción:

En campo de plata una cepa, con racimo de uvas de sinople y hojas de higuera, sumada de cuatro espigas de oro, fileteadas de sable, apareciendo el lema en latín "Ostippo, ¿Quid Ultra?" y el Alfa y el Omega, timbrado el escudo con corona de marqués y sobre un pergamino. Alrededor, ramo de olivo y palma, entrelazados ambos con un lazo grana.

Sustituye a otro más antiguo, que se toma como oficial, pero que realmente no es utilizado ya en el pueblo. El lema, «Ostippo ?Quid Ultra?», proviene del latín y significa «¿Qué más que Estepa?», siendo este el único escudo de España con una interrogación escrita. Fue adoptado en cabildo el 27 de julio de 1676.

## Geografía
Estepa pertenece a la comarca Sierra Sur de Sevilla, y se sitúa a 110 kilómetros de la capital provincial. El casco urbano se localiza en la ladera del cerro de San Cristóbal, al norte de la sierra Berrecero, a 601 metros sobre el nivel del mar. 
| Noroeste: El Rubio  | Norte: Marinaleda y Herrera (Sevilla)       | Nordeste: Puente Genil (Córdoba) |
| Oeste: Osuna        |                                             | Este: Casariche y Lora de Estepa |
| Suroeste: Aguadulce | Sur: Gilena, Pedrera y La Roda de Andalucía | Sureste: La Roda de Andalucía    |

El Rincón de Estepa es un exclave del término municipal situado al nordeste y limita al norte con Santaella, al este con Puente Genil, al sur con Herrera y al oeste con Écija. 

### Relieve
El municipio tiene una zona de relieve más escarpado al sur, que forma parte de las primeras estribaciones de la cordillera subbética, y una campiña más plana al norte, que desciende suavemente hacia el río Guadalquivir. La sierra de Becerrero es la zona más elevada del municipio, donde se superan los 840 metros de altitud. 

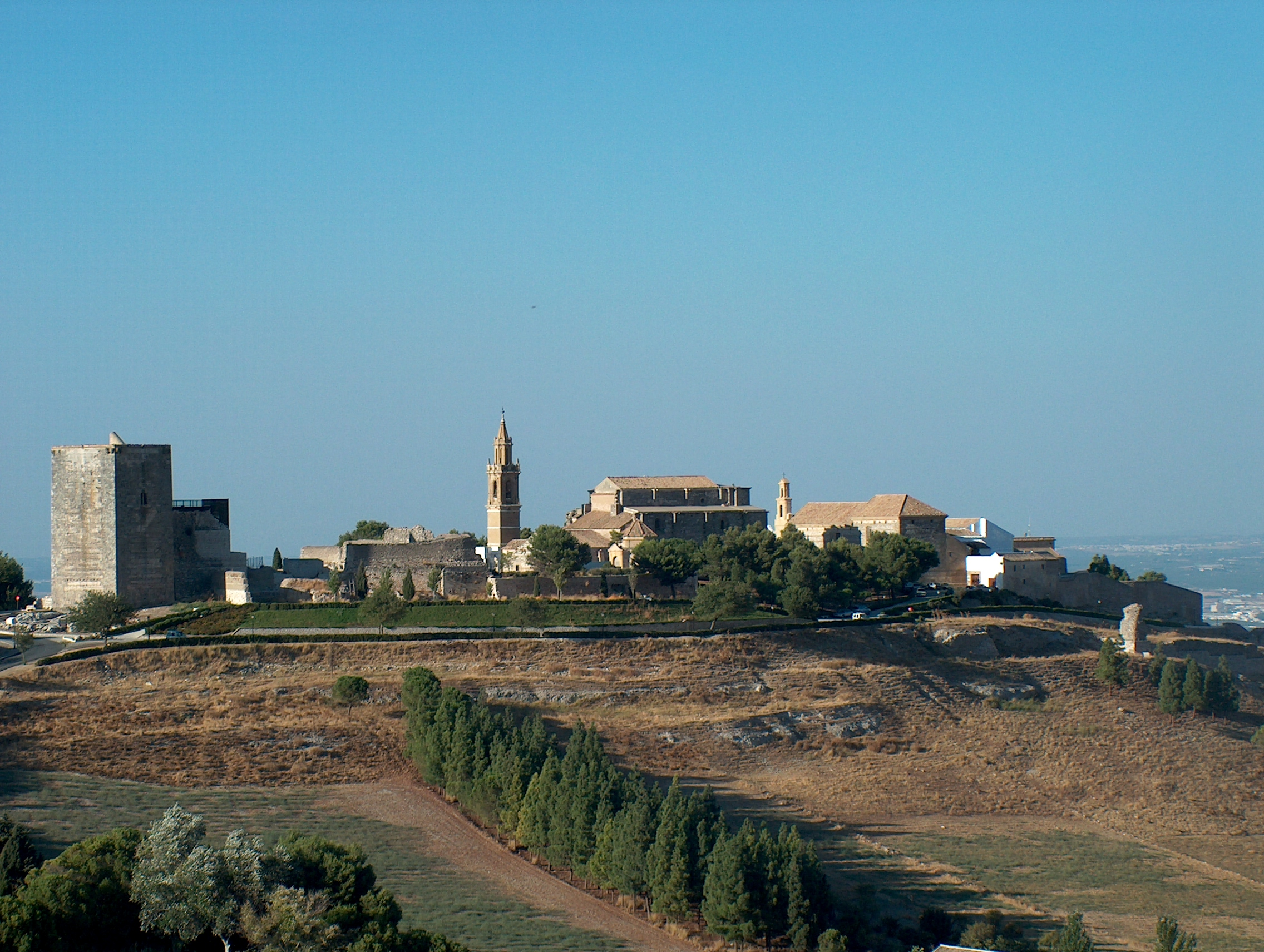
Vista del cerro de San Cristóbal desde la sierra de Becerrero

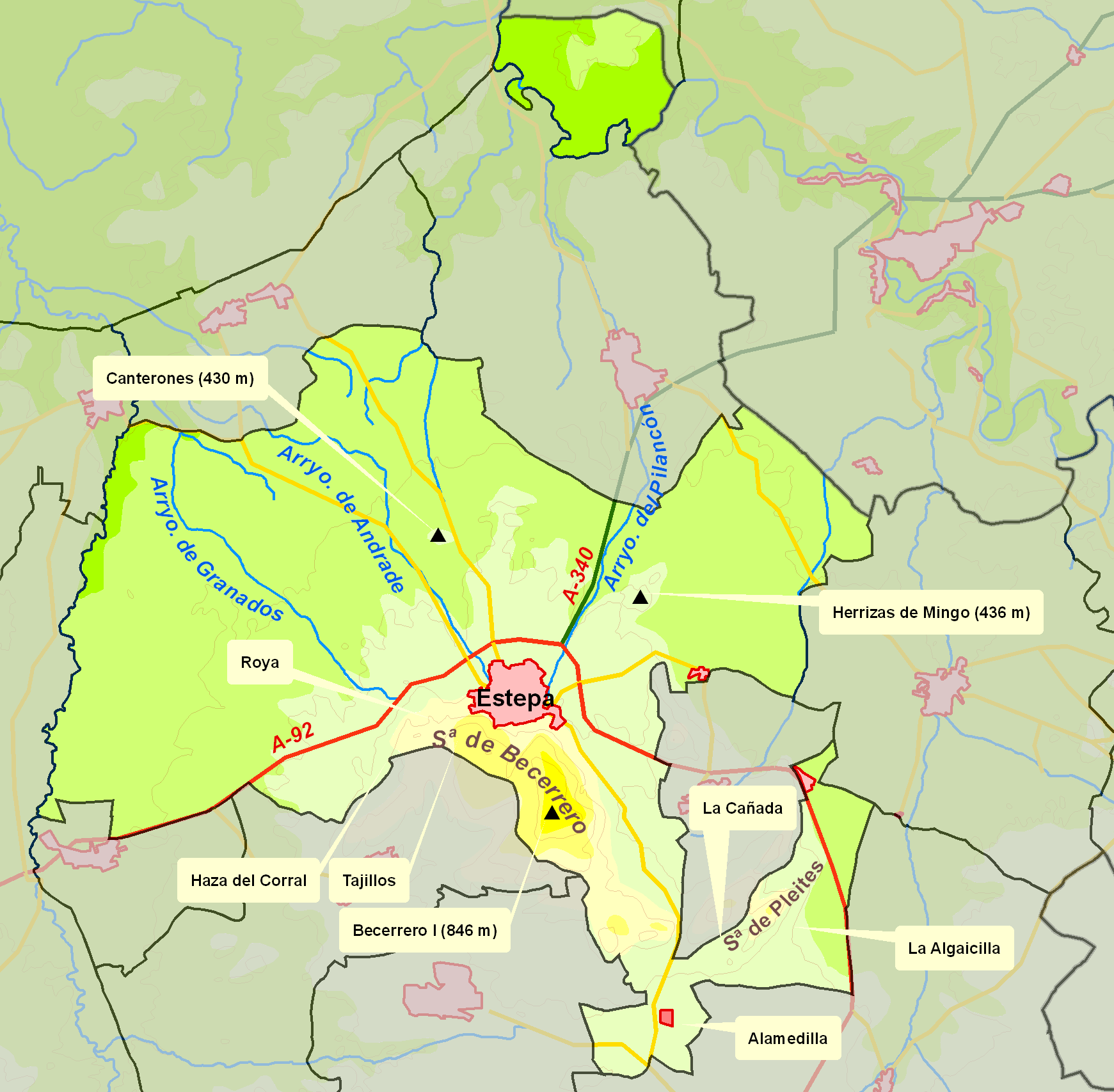
Relieve de Estepa

Al sureste de la sierra de Becerrero se encuentra la sierra de la Cruz, que asciende por encima de los 780 metros. 
La altitud oscila por tanto entre los 846 metros (Becerrero) y los 200 metros a orillas del río Blanco, en el límite con El Rubio. 

### Hidrografía
No existen ríos en el término municipal de Estepa, aunque sí algunos arroyos. Los ríos más cercanos a Estepa son el río Blanco, que pasa a unos 13 km al oeste de Estepa, y el río de las Yeguas, que pasa a unos 13 km al este. Debido a ello, el suministro de agua se hace gracias a pozos y manantiales. Al este de Estepa se encuentra la fuente de Santiago (37°15′54″N 4°50′46″O / 37.26500, -4.84611), de donde se abastece el núcleo urbano. La actividad de sondeo en busca de agua se hizo especialmente intensa a mediados del siglo XX, ante la necesidad de agua para el riego de olivares. Por otra parte, hasta la instalación de agua canalizada, las mujeres estepeñas se encaminaban diariamente al manantial de Roya (37°17′16″N 4°54′19″O / 37.28778, -4.90528) y a la fuente del Pilar (37°17′23″N 4°52′20″O / 37.2897814, -4.8721147) para el lavado de la ropa.[cita requerida]
A casi unos 2 km al norte del centro urbano se encuentra la estación depuradora de aguas residuales (37°18′58″N 4°52′40″O / 37.31611, -4.87778), en las proximidades del arroyo de la Golfa o del Padrón, que desemboca en el río Genil al norte de Herrera.

### Clima
El clima de Estepa, al igual que el del resto de la provincia, es mediterráneo típico.[cita requerida] Las precipitaciones están repartidas de forma bastante irregular a lo largo del año, si bien hay un mínimo acusado en verano y un máximo en otoño e invierno. Aunque no hay estación meteorológica en Estepa, los datos de la vecina Osuna (situada a 25 km al oeste) son similares. De acuerdo con ellos, la precipitación anual sería aproximadamente de 477 mm (media de 2001 a 2010) y la humedad relativa media a lo largo del año del 61 %. Al año hay 93 días de lluvia.
Las temperaturas son bastante extremas, con diferencias bastante importantes entre el día y la noche, y con una media anual de 17,5 °C. Los inviernos son fríos. Los veranos son, por lo general, calurosos y secos, con máximas en torno a los 36 °C, pero mínimas frescas, llegando casi a los 17 °C.
| Parámetros climáticos promedio de Estepa | Parámetros climáticos promedio de Estepa | Parámetros climáticos promedio de Estepa | Parámetros climáticos promedio de Estepa | Parámetros climáticos promedio de Estepa | Parámetros climáticos promedio de Estepa | Parámetros climáticos promedio de Estepa | Parámetros climáticos promedio de Estepa | Parámetros climáticos promedio de Estepa | Parámetros climáticos promedio de Estepa | Parámetros climáticos promedio de Estepa | Parámetros climáticos promedio de Estepa | Parámetros climáticos promedio de Estepa | Parámetros climáticos promedio de Estepa |
| Mes                                      | Ene.                                     | Feb.                                     | Mar.                                     | Abr.                                     | May.                                     | Jun.                                     | Jul.                                     | Ago.                                     | Sep.                                     | Oct.                                     | Nov.                                     | Dic.                                     | Anual                                    |
| ---------------------------------------- | ---------------------------------------- | ---------------------------------------- | ---------------------------------------- | ---------------------------------------- | ---------------------------------------- | ---------------------------------------- | ---------------------------------------- | ---------------------------------------- | ---------------------------------------- | ---------------------------------------- | ---------------------------------------- | ---------------------------------------- | ---------------------------------------- |
| Temp. media (°C)                         | 9                                        | 10                                       | 13                                       | 15                                       | 18                                       | 25                                       | 26                                       | 27                                       | 22                                       | 18                                       | 12                                       | 10                                       | 17.1                                     |
| Precipitación total (mm)                 | 59                                       | 54                                       | 87                                       | 34                                       | 42                                       | 1                                        | 0                                        | 1                                        | 49                                       | 109                                      | 84                                       | 68                                       | 588                                      |
| [cita requerida]                         |                                          |                                          |                                          |                                          |                                          |                                          |                                          |                                          |                                          |                                          |                                          |                                          |                                          |

### Flora y fauna
Su vegetación es termófila, formada fundamentalmente por árboles y arbustos frecuentemente espinosos con hojas coriáceas y persistentes. Las especies más características son, entre los árboles, la encina (Quercus ilex) y el acebuche (Olea europaea var. sylvestris), y entre los arbustos, el lentisco (Pistacia lentiscus), el romero (Salvia rosmarinus) y la olivilla (Teucrium fruticans). 
Respecto a la fauna, se pueden contemplar animales de monte, como conejos, liebres y gran variedad de aves.

## Historia

### Prehistoria y protohistoria
En el municipio de Estepa se han encontrado restos arqueológicos prehistóricos. Hay constancia de la existencia de una muralla en el cerro de San Cristóbal que data de alrededor del siglo VII a. C.
Los primeros pobladores estables de esta zona de los que se tiene constancia fueron los turdetanos, afincados en el cerro de San Cristóbal. Posteriormente, los cartagineses fundan Astapa, según algunos en la vega del Genil.[cita requerida] Sin embargo, investigaciones en ciudades de la misma época nos demuestran que Astapa no podía estar ubicada en la Vega de Granada porque los antiguos, incluyendo a los fenicios y cartagineses, jamás construirían una ciudad en una vega, imposible de ser defendida. Astapa fue fundada en una colina, o cerro, desde donde los habitantes podían controlar los caminos. Astapa en fenicio corresponde al nombre árabe de Ashtaba o Ishtabba (los árabes no tienen el fonema P y lo substituyen por la B), que resultó en la Estepa cristiana. Consultamos a un alto militar del ejército de un país del Oriente Próximo, autor de un libro sobre las guerras bíblicas, quien declaró que, bajo el punto de vista de un militar, la ubicación de Estepa sería la ideal para Astapa, la ciudad que, aliada de Cartago durante las guerras púnicas, fue destruida por tropas romanas. Las circunstancias de la destrucción de la ciudad fueron narradas por Tito Livio en su obra Las Décadas: en ella describe cómo los habitantes de la ciudad prefirieron suicidarse en vez vivir bajo el dominio romano.

### Edad Antigua y Edad Media
Época romana
Tras la destrucción de Astapa se fundó la ciudad romana de Ostippo en la cima del cerro de San Cristóbal, encima de los restos de Astapa, costumbre muy normal en aquellos tiempos, como pasó por ejemplo con la ciudad de Troya, donde se encontraron nueve troyas una encima de la otra. Esta ciudad alcanzó importancia por su situación estratégica en una encrucijada de caminos, apareciendo nombrada en el Itinerario Antonino. Hay numerosos restos de la época romana en la propia población y en diversas villas de los alrededores. Sin embargo, finalmente fue por tanto Astapa, y no Ostippo, el nombre que dio origen al nombre de Estepa.
Época visigoda
Estepa siguió estando habitada durante la época visigoda, prueba de lo cual es el hallazgo de una necrópolis encontrada en la zona noroeste de la ciudad, con restos paleocristianos.
Época musulmana
Tras la conquista musulmana, la ciudad adoptó el nombre de Istabba y constituyó un enclave fortificado, con alcazaba, mezquita y medina. A finales del siglo IX fue conquistada por el caudillo muladí Omar Ben Hafsún desde su base de Bobastro. Durante la etapa califal perteneció a la cora de Écija. Tras la disgregación del califato en los reinos de Taifas formó parte primero del de Carmona y luego del de Sevilla. Durante el periodo almohade, formó parte del distrito de Córdoba. También en Istabba vivió el renombrado poeta Al Zawwali, antes de su retorno a Marrakech, donde murió en 1220. Durante los siglos XII y principios del XIII Istabba, con su alcázar, se convirtió en un importante enclave fronterizo frente a los territorios castellanos. En 1241 fue conquistada por las tropas de Fernando III el Santo.
Época cristiana

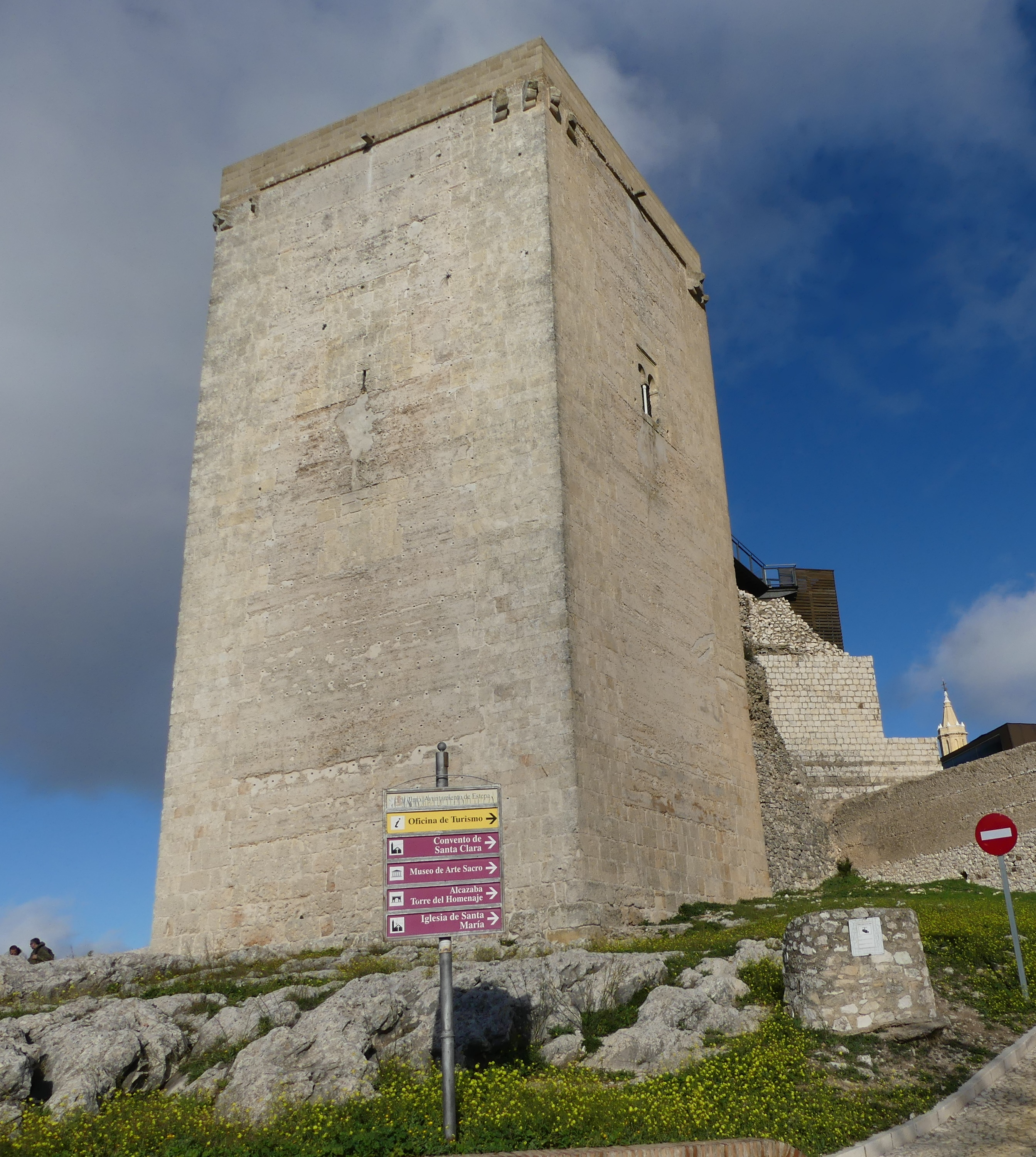
Torre del homenaje del Alcázar de Estepa, en el cerro de San Cristóbal

En 1267 Alfonso X el Sabio entregó la plaza a la orden de Santiago con el objetivo de que se encargasen de su defensa, al seguir siendo una plaza fuerte fronteriza, esta vez de los territorios cristianos, un papel que interpretaría hasta el práctico final de la Reconquista. Los maestres de la orden tuvieron allí su sede. Tuvo un papel importante en las guerras contra Granada. Solo quedó en segunda línea tras la conquista de Antequera en 1410, no obstante lo cual aún sufrió después las incursiones del alcaide de Loja, Abu-I-Asan Alí.
Durante el siglo XV, a medida que el peligro nazarí disminuye, la población desbordó la muralla, extendiéndose por la ladera norte del cerro.

### Edad Moderna
En 1559, debido a la necesidad de fondos por parte de la Corona, Felipe II ordenó la vuelta de Estepa al patrimonio real, procediéndose a su venta por 800 000 monedas de plata, ese mismo año, por parte de la infanta Juana de Portugal, a Adán Centurión, banquero genovés. Este formó un mayorazgo al año siguiente y lo puso en manos de su hijo mayor, Marco Centurión, al cual le otorgó el rey el marquesado de Estepa en 1564. Al convertirse en capital de los estados de los marqueses, Estepa alcanzó su mayor esplendor monumental y artístico. Del siglo XVI datan la iglesia de Santa María, la iglesia parroquial de San Sebastián y la iglesia del Convento de Santa Clara.
El recinto fortificado del castillo fue ocupado por el palacio de los marqueses (sobre el antiguo alcázar musulmán) y por la iglesia de Santa María. Al norte del recinto, extramuros, se formó un eje urbano este-oeste siguiendo las curvas de nivel: se trataba de las actuales calles Veracruz (camino de Sevilla) en el oeste y San Juan en el este. A finales de siglo, la ciudad tenía una planta alargada entre el barrio de Santa Ana en el este y más allá de la iglesia de los Remedios en el oeste.
En el siglo XVII siguió creciendo la parte baja del centro urbano captando, un proceso paralelo al vaciamiento del antiguo recinto fortificado de la colina. Se establece un nuevo eje este-oeste, paralelo al anterior, pero en una cota más baja, en lo que hoy es la calle Mesones, partiendo también de la iglesia de los Remedios y centrada en la iglesia del Carmen. Se propicia así la existencia de una estructura urbana lineal con manzanas alargadas siguiendo las curvas de nivel. Entre las manzanas, calles de gran pendiente salvan el desnivel con escaleras. El abandono del palacio a mediados del siglo XVIII hizo que el cerro quedase prácticamente en ruinas.
Estepa fue la sede de una vicaría, un territorio exento de la jurisdicción del obispo de la diócesis, denominado vere nullius. El origen de esta institución está en el estatus de Estepa como parte de los dominios de la Orden de Santiago. Debido a ello, la jurisdicción eclesiástica estaba en manos del prior de San Marcos de León. Al transferirse la localidad a los Centurión, esta jurisdicción eclesiástica pasó a un vicario general, nombrado por los marqueses, "patronos universales de la Vicaría y de la villa de Estepa y la Pedrera y lugares de su estado". Esta situación propició un sinnúmero de conflictos con el arzobispo de Sevilla. Los vicarios generales se convirtieron, con el paso de los años, en la institución más importante de la ciudad.

### Edad Contemporánea

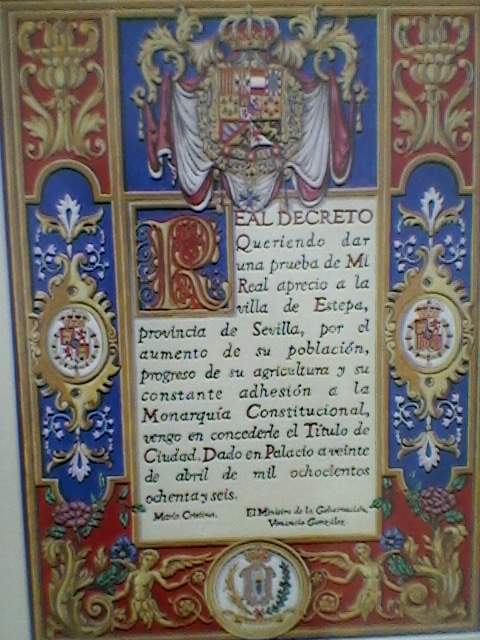
Réplica del Real Decreto de la proclamación de Estepa como ciudad

Durante el siglo XIX cambia la tipología urbana de Estepa, hasta entonces lineal este-oeste, ya que se comenzaron a construir edificaciones al norte de la plaza del Carmen, que hasta entonces constituía la zona central de la ciudad. Con estas nuevas manzanas, que se extendían en dirección a la carretera entre Sevilla y Málaga (la actual A-92), el plano de la localidad adquiere una forma básicamente triangular. Por su función como encrucijada de caminos, Estepa fue uno de los escenarios de la Guerra de la Independencia en Andalucía. Allí se dio la legendaria acción de "La Torralba", una mujer de la localidad que arengó a los lugareños contra los soldados franceses, razón por la cual fue fusilada. También fue el escenario del bandolerismo, favorecido este por la naturaleza agreste de la comarca. Entre los numerosos bandoleros sobresalieron Juan Caballero Pérez, José María el Tempranillo, el Vivillo y el Pernales.
A mediados del siglo XIX, con la abolición de los señoríos jurisdiccionales, Estepa forma un ayuntamiento. La abolición de los señoríos y las desamortizaciones no trajeron sin embargo un reparto más equitativo de la tierra, puesto que esta siguió en manos de la nobleza o de nuevos terratenientes de extracción burguesa. Esto propició la existencia de una gran masa de campesinos sin tierra, los cuales trabajaban como jornaleros en los latifundios de la comarca.
En 1851, debido a la firma del concordato entre España y la Santa Sede, desaparecían las jurisdicciones exentas, pero no fue hasta 1874 cuando el territorio de la vicaría de Estepa se incorporaba a la archidiócesis de Sevilla, transformándose en arziprestazgo. En 1882, un editorial del periódico El Eco de Estepa, dirigido por Antonio Aguilar y Cano, publicó lo siguiente:

Estepa, importante población hasta no hace mucho, está, preciso es confesarlo, en una época de decadencia. El aislamiento por la falta de vías de comunicación, tan indispensable en los tiempos modernos, la supresión de la vicaría eclesiástica, la extinción de los colegios e instituciones que aquí hubo, y otros hechos semejantes a éstos, ya que no de tan notoria importancia, son las razones, que independientemente del estado misérrimo de la agricultura han determinado más profundamente la decadente situación de Estepa.

En 1886 se concedió a Estepa el título de ciudad:

...la reina regente María Cristina de Habsburgo-Lorena, madre de Alfonso XIII dando prueba de su real afecto por la villa de Estepa, por su aumento de población, su progreso en la agricultura y su constante adhesión a la Monarquía Constitucional, tiene a bien concederla el título de Ciudad por Real Decreto.

Las desigualdades en la propiedad de la tierra fueron la causa de la existencia de una gran conflictividad social durante el primer tercio del siglo XX, que terminó con el estallido de la Guerra Civil. Iniciada la sublevación, Estepa cayó rápidamente en manos de los sublevados (aunque la Guardia Civil se unió al alzamiento, no fue hasta la llegada a Estepa de la "columna Castejón", el 28 de julio, que la localidad quedó definitivamente en manos de los sublevados). Después de la Guerra Civil la población se estabilizó, si bien la trama urbana siguió extendiéndose hacia la llanura. El problema no resuelto de la propiedad de la tierra, traducido en unas condiciones de vida miserables del campesinado, originó una intensa emigración a los núcleos industriales de España y Europa en las décadas de 1950 y 1960. Durante la dictadura, la población de Estepa se estancó en torno a los 9500 habitantes.
En 1965 fue declarada conjunto histórico-artístico.
Tras la recuperación de la democracia resurgió la conflictividad social, protagonizada por las reividicaciones de los jornaleros, aunque en un grado menor que antes de la Guerra Civil. Todavía en 1990 tuvo lugar en la Sierra Sur de Sevilla una huelga para reclamar mejoras salariales convocada por los sindicatos agrarios que fue secundada masivamente y duró varias semanas.

## Demografía
Estepa cuenta con una población de 12 394 habitantes (INE 2024).
| Gráfica de evolución demográfica de Estepa entre 1842 y 2021                                                        |
| |
| Población de derecho según los censos de población del INE Población de hecho según los censos de población del INE |

El municipio de Estepa tiene sus habitantes repartidos entre el núcleo urbano y el resto de unidades de población del municipio: Alamedilla (cortijo), Gallo (cortijo), Pozo del Villar (cortijada) y La Salada (aldea). Es el municipio con mayor población de la comarca de Estepa.
Los datos demográficos de los últimos años muestran una aceleración en el crecimiento demográfico entre 1981 y 1991, con un 1,18 % de tasa de crecimiento demográfico anual. Entre 1991 y 2001 dicha tasa fue 0,78 %, y entre 2001 y 2010 fue del 0,80 %.
Pirámide de población
La pirámide de población de Estepa sigue al modelo de población envejecido típico en los países desarrollados occidentales, caracterizada por tener forma de as de picas, con una estrecha base (población joven) y un amplio cuerpo (población adulta) que se reduce conforme aumenta la edad considerada. Esta estructura de la población es típica en el régimen demográfico moderno con una evolución hacia un envejecimiento de la población y una disminución de la natalidad anual. Sin embargo, hay dos peculiaridades en la estructura de población de Estepa: el alto porcentaje de población activa entre los 20 y los 44 años, en parte debido a la inmigración para cubrir puestos de trabajo; y la menor proporción relativa del grupo de personas entre 55 y 69 años debido a la disminución de la natalidad durante la guerra civil española y al éxodo rural de población activa de la década de 1960.
Población extranjera
En el padrón municipal de 2010 figuran censados 464 habitantes de nacionalidad extranjera, esto equivale a un 3 %, claramente inferior a la media nacional de inmigrantes. Las nacionalidades más representadas son Marruecos, con 126 nacionales, Rumanía, con 116, y el Reino Unido, con 86.

### Población por núcleos
| Núcleos          | Habitantes (2010) | Varones | Mujeres |
| ---------------- | ----------------- | ------- | ------- |
| Estepa (Sevilla) | 12561             | 6238    | 6323    |
| Alamedilla       | 27                | 17      | 10      |
| Gallo            | 25                | 13      | 12      |
| La Salada        | 40                | 21      | 19      |
| Pozo del Villar  | 29                | 18      | 11      |

## Economía
|                               | 1981  | 1986  | 1991  | 2001  |
| ----------------------------- | ----- | ----- | ----- | ----- |
| Población activa              | -     | 3 897 | 4 796 | 5 584 |
| Tasa de actividad (%)         | 45,24 | 51,71 | 59,06 | 60,24 |
| Tasa de actividad varones (%) | 74,06 | 73,44 | 71,65 | 70,4  |
| Tasa de actividad mujeres (%) | 18,31 | 31,17 | 47    | 50,32 |

La actividad económica de Estepa se fundamenta en los sectores del aceite de oliva, el mantecado, las conservas vegetales, la fabricación de maquinaria agroalimentaria y el turismo.
En la evolución de la población activa, destaca la incorporación de la mujer al mercado de trabajo, desde una tasa de actividad del 18,31% en 1981 hasta un 50,32 por ciento en 2001. Gran parte de esta población activa femenina se emplea en industrias manufactureras, especialmente las del sector de la repostería, donde un 90 por ciento de los trabajadores son mujeres, la mayoría con trabajo temporal en la época de mayor producción, que abarca de septiembre a diciembre. Finalizando la actividad de esos meses, se inicia la campaña de recogida de la aceituna, tanto para elaboración de aceite de oliva con denominación de origen, como para aceituna de mesa.
| Tipo de actividad                                                                                                 | Varones | Mujeres | Total |
| --- | ------- | ------- | ----- |
| Agricultura, ganadería, caza y selvicultura                                                                       | 596     | 167     | 763   |
| Industrias extractivas                                                                                            | 12      | 0       | 12    |
| Industria manufacturera                                                                                           | 713     | 1141    | 1854  |
| Producción y distribución de energía eléctrica, gas y agua                                                        | 15      | 3       | 18    |
| Construcción | 494     | 25      | 519   |
| Comercio, reparación de vehículos de motor, motocicletas y ciclomotores y artículos personales y de uso doméstico | 344     | 178     | 522   |
| Hostelería | 106     | 44      | 150   |
| Transporte, almacenamiento y comunicaciones                                                                       | 157     | 10      | 167   |
| Intermediación financiera                                                                                         | 47      | 13      | 60    |
| Actividades inmobiliarias y de alquiler, servicios empresariales                                                  | 78      | 48      | 126   |
| Administración pública, defensa y seguridad social obligatoria                                                    | 228     | 126     | 354   |
| Educación | 88      | 106     | 194   |
| Actividades sanitarias y veterinarias, servicio social                                                            | 40      | 79      | 119   |
| Otras actividades sociales y de servicios prestados a la comunidad, servicios personales                          | 28      | 27      | 55    |
| Hogares que emplean personal doméstico                                                                            | 0       | 42      | 42    |

#### Agricultura y ganadería

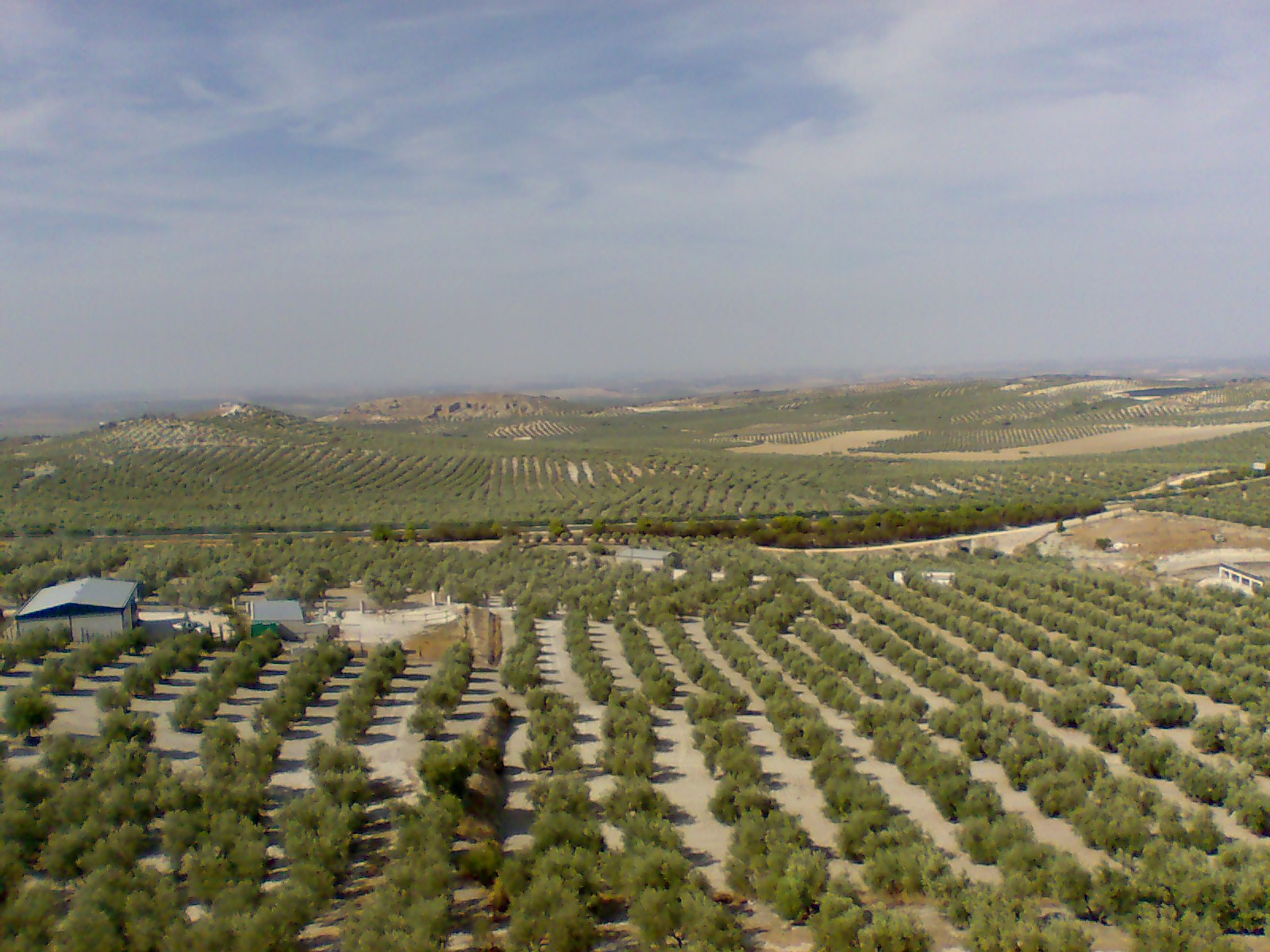
Olivares de la campiña estepeña

Durante siglos[¿desde cuándo?] los estepeños se han dedicado al cultivo del olivo. En la actualidad reúne a más de cuatro mil familias dedicadas al proceso de obtención de aceite de oliva virgen extra.[cita requerida] La comarca de Estepa y Puente Genil cuenta con un total de 40 000 hectáreas de olivares,[cita requerida] pertenecientes a la Denominación de Origen Estepa, que delimita las zonas de producción y las variedades permitidas por el Consejo Regulador con el objetivo de asegurar la calidad del aceite. En el municipio de Estepa hay unas 9 500 hectáreas de olivar, de las cuales 8 152 son de secano y 1 400 son de regadío. La producción de la Denominación de Origen Protegida Estepa se estima en torno a 24 millones de kilos de aceite. Esta producción equivale a la mitad de todo el aceite de oliva que se produce en la provincia de Sevilla.[cita requerida]
La variedad de aceituna principal con la que se trabaja es la hojiblanca, aunque también hay plantaciones de manzanilla, picual, arbequina o lechín.[cita requerida]
| Tipo                     | Superficie (ha) |
| ------------------------ | --------------- |
| Barbecho y otras tierras | 2033            |
| Cultivos herbáceos       | 3349            |
| Cultivos leñosos         | 11914           |
| Pastizales               | 452             |
| Monte abierto            | 120             |
| Monte leñoso             | 32              |
| Superficie no agrícola   | 815             |

| Tipo           | Cabezas |
| -------------- | ------- |
| Bovino         | 309     |
| Ovinos         | 2012    |
| Caprinos       | 1163    |
| Porcinos       | 3172    |
| Aves           | 204972  |
| Equinos        | 95      |
| Conejas madres | 3       |

| Tipo                     | Superficie (ha) |
| ------------------------ | --------------- |
| Barbecho y otras tierras | 2033            |
| Cultivos herbáceos       | 3349            |
| Cultivos leñosos         | 11914           |
| Pastizales               | 452             |
| Monte abierto            | 120             |
| Monte leñoso             | 32              |
| Superficie no agrícola   | 815             |

| Tipo           | Cabezas |
| -------------- | ------- |
| Bovino         | 309     |
| Ovinos         | 2012    |
| Caprinos       | 1163    |
| Porcinos       | 3172    |
| Aves           | 204972  |
| Equinos        | 95      |
| Conejas madres | 3       |

| Tipo de cultivo | Tipo de cultivo           | Regadío | Secano | Total |
| --------------- | ------------------------- | ------- | ------ | ----- |
| Herbáceos       | Trigo                     | 321     | 1255   | 1576  |
| Herbáceos       | Algodón                   | 185     |        | 185   |
| Herbáceos       | Maíz                      | 77      |        | 77    |
| Herbáceos       | Girasol                   | 57      | 678    | 735   |
| Herbáceos       | Haba seca                 | 52      | 282    | 334   |
| Herbáceos       | Avena                     | 36      | 129    | 165   |
| Herbáceos       | Remolacha azucarera       | 25      |        | 25    |
| Herbáceos       | Espárrago                 | 14      |        | 14    |
| Herbáceos       | Cebada                    | 13      | 120    | 133   |
| Herbáceos       | Triticale                 |         | 63     | 63    |
| Herbáceos       | Otras leguminosas         |         | 16     | 16    |
| Herbáceos       | Veza                      |         | 11     | 11    |
| Herbáceos       | Garbanzo                  |         | 6      | 6     |
| Herbáceos       | Guisante seco             |         | 6      | 6     |
| Leñosos         | Olivar aceituna de aceite | 1309    | 8048   | 9357  |
| Leñosos         | Olivar aceituna de mesa   | 993     | 1478   | 2471  |
| Leñosos         | Ciruelo                   |         | 10     | 10    |

#### Industria

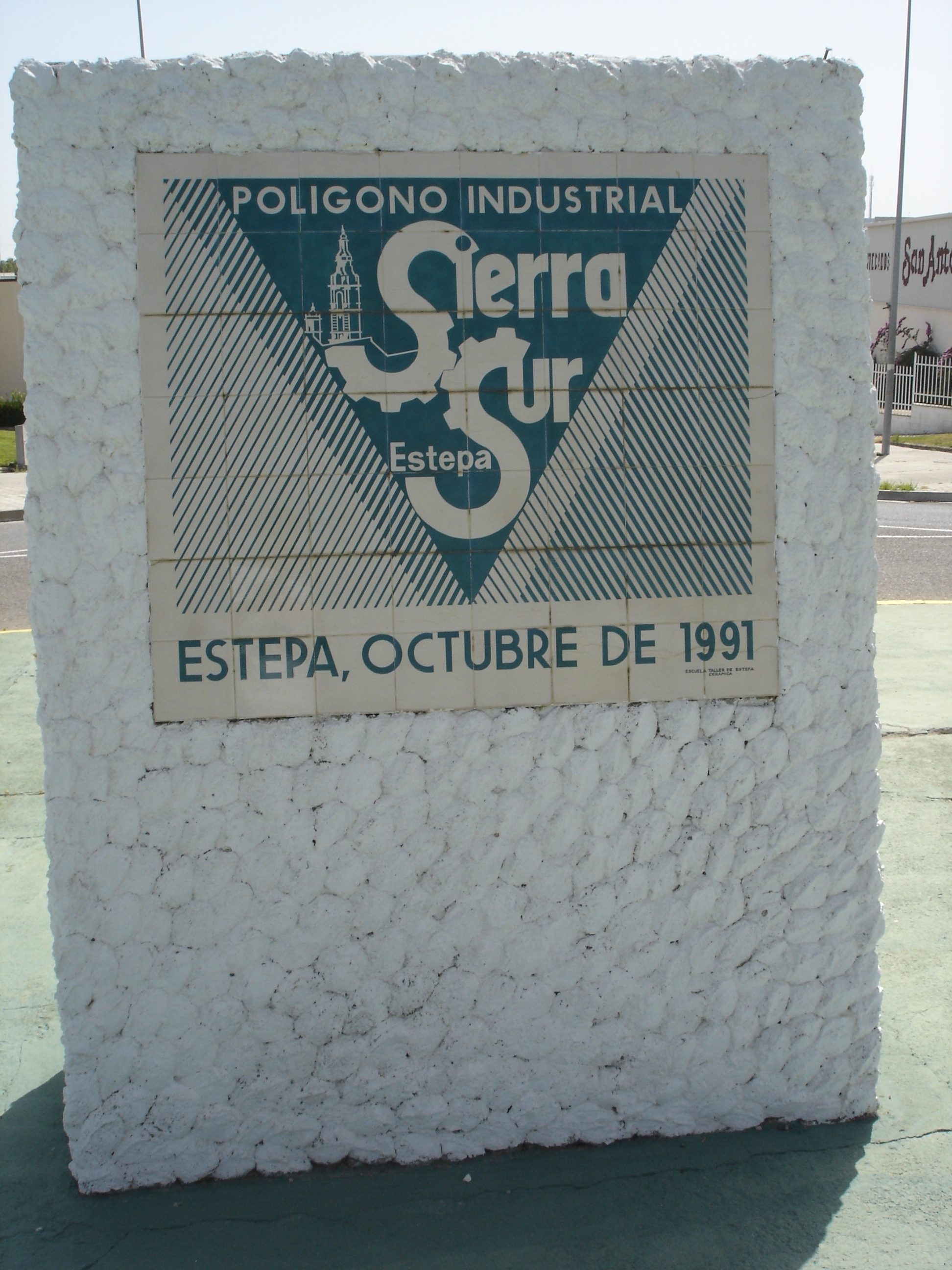
Polígono Sierra Sur

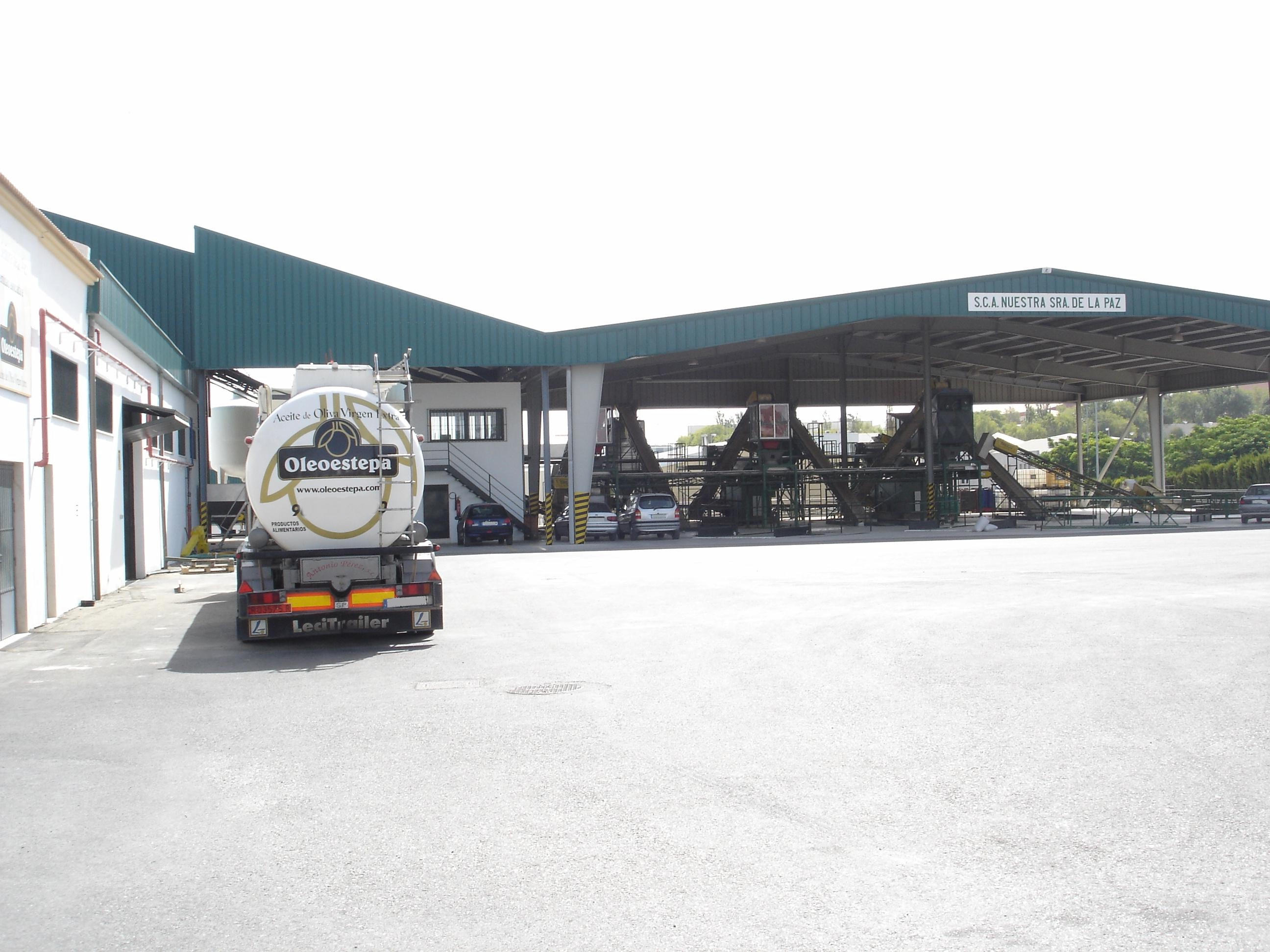
Cooperativa agrícola de aceite

Estepa es conocida por la elaboración de mantecados, polvorones, roscos de vino y alfajores. Se trata de un claro ejemplo de lo que se denomina "industrialización endógena", la generación de un sector industrial creado y financiado por el territorio en el que se asienta. La importancia de la industria del mantecado estriba en que no se limita a la fabricación de dulces, sino que genera diversas actividades auxiliares que proporcionan también empleo a la población. Desde 2009, la producción de estos dulces navideños se encuentra protegida mediante una indicación geográfica protegida, «Mantecados de Estepa». Esta industria tiene su origen en el año 1899, cuando una estepeña, Micaela Ruiz Téllez "La Colchona", creó un negocio familiar para la fabricación de mantecados con una receta mejorada, que vendía de Estepa a Córdoba, gracias a que su esposo era cosario (transportista de cosas) entre Estepa y la capital cordobesa.
Hay un total de treinta empresas dedicadas a la producción de mantecados.[cita requerida] Unas veinte de ellas se encuentran agrupadas en la Asociación de Fabricantes de Mantecados de Estepa (AFAMES). A finales de la década de 2000, se producían unos 18 millones de kilogramos anualmente, generándose empleo para unas dos mil personas en el periodo de septiembre a diciembre, con una facturación de unos 40 millones de euros. El impacto de la industria del mantecado en el empleo en Estepa es significativo, ya que es la causa de que un 37 % de la ocupación tenga lugar en el sector secundario. Más de un 90 % de los puestos de trabajo de la industria del mantecado lo desempeñan mujeres.
Por otra parte, unas doscientas empresas estepeñas de diferentes sectores están asociadas a la Asociación de Industriales y Comerciantes de Estepa (AICE), que desde 1999 aglutina a la mayoría de las empresas de esta localidad. En el seno de esta asociación nace la Asociación del Centro Comercial Abierto de Estepa.[cita requerida] Unas quince empresas están asociadas en la entidad Coexema A.I.E., que se dedica a la exportación de productos. Existen también otras industrias de menor importancia, como el Matadero Industrial o Piedra Caliza. Además cuenta con dos polígonos industriales: Corazón de Andalucía y Sierra Sur.

#### Comercio
El comercio en Estepa se centra principalmente en dos ejes. El más antiguo es el de la calle Mesones, en la zona alta del pueblo, y el más moderno, en la avenida de Andalucía, la antigua travesía. El mercado de abastos, construido entre 1884 y 1886, se encuentra a espaldas de la casa consistorial y tiene accesos a las calles Médico Ruiz, Hortelanos y Aguilar y Cano. También se celebra el tradicional mercadillo los lunes y los miércoles.

#### Evolución de la deuda viva municipal
El concepto de deuda viva contempla sólo las deudas con cajas y bancos relativas a créditos financieros, valores de renta fija y préstamos o créditos transferidos a terceros, excluyéndose, por tanto, la deuda comercial.
| Gráfica de evolución de la deuda viva del Ayuntamiento de Estepa entre 2008 y 2022                |
|                                                                                                   |
| Deuda viva del Ayuntamiento de Estepa, en miles de euros, según datos del Ministerio de Hacienda. |

## Administración y política

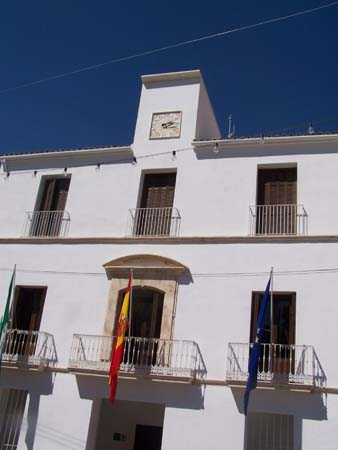
Ayuntamiento de Estepa

### Gobierno municipal
El Ayuntamiento de Estepa cuenta con 17 concejales. Entre 1979 y 2011, la alcaldía de Estepa estuvo en manos del Partido Socialista Obrero Español (PSOE). En las elecciones municipales de 2011 el Partido Andalucista (PA) obtuvo 8 concejales, por 6 del Partido Socialista Obrero Español (PSOE) y 3 concejales del Partido Popular (PP). Miguel Fernández Baena, candidato andalucista, fue el único candidato que se postuló como alcalde tras la constitución del ayuntamiento, resultando elegido.
En las elecciones municipales de 2015 vuelve a verse un vuelco en los resultados, siendo el PA el partido más castigado con 5 concejales menos que en la anterior legislatura. Salvador Martín Rodríguez, candidato independiente, es elegido alcalde tras ganar en las votaciones al candidato socialista, Antonio Jesús Muñoz Quirós, por 10-6 (la representante de IU, Patricia Fernández, se abstuvo en la votación).
El ayuntamiento se divide en las siguientes áreas de gestión: Bienestar Social y Dependencia; Cultura; Deportes; Desarrollo, Innovación y Empresas; Educación; Festejos; Hacienda; Igualdad; Juventud; Medios Ambiente; Medio Rural y Agricultura; Movimientos Sociales y Ciudadanía; Parques y Jardines; Personal; Salud y Consumo; Seguridad Ciudadana; Servicios Públicos e Infraestructuras; y Turismo y Patrimonio. También tiene constituidas dos sociedades municipales: Estepa Turismo, para fomentar el turismo, y Sodestepa (Empresa Municipal de Vivienda y Suelo), para promover la construcción de viviendas.
| Periodo   | Nombre                        | Partido | Partido                                  |
| --------- | ----------------------------- | ------- | ---------------------------------------- |
| 1979-1983 | José Romero Ruiz              |         | Partido Socialista Obrero Español (PSOE) |
| 1983-1994 | Jesús María Rodríguez Román   |         | Partido Socialista Obrero Español (PSOE) |
| 1994-1995 | Antonio Vicente Cejas Borrego |         | Partido Socialista Obrero Español (PSOE) |
| 1995-2011 | Juan García Baena             |         | Partido Socialista Obrero Español (PSOE) |
| 2011-2015 | Miguel Fernández Baena        |         | Partido Andalucista (PA)                 |
| 2015-2017 | Salvador Martín Rodríguez     |         | Independientes por Estepa (IxE)          |
| 2017-2027 | Antonio Jesús Muñoz Quirós    |         | Partido Socialista Obrero Español (PSOE) |

|                                 |                                   |        |            |      |
| Candidaturas con representación | Candidaturas con representación   | 2023   | 2023       | 2023 |
| Candidaturas con representación | Candidaturas con representación   | %      | Concejales |      |
|                                 | Partido Socialista Obrero Español | 52,70% | 10         |      |
|                                 | Partido Popular                   | 30,07% | 5          |      |
|                                 | Independientes por Estepa         | 11,80% | 2          |      |
|                                 | Vox                               | 4,24%  | 0          |      |

La ciudad de Estepa está gobernada por el Ayuntamiento de Estepa, cuyos representantes se eligen cada cuatro años por sufragio universal de todos los ciudadanos mayores de 18 años de edad. El órgano está presidido (2023) por el alcalde socialista, Antonio Jesús Muñoz Quirós.
Acuerdos de investidura o coaliciones de gobierno
| Mandato   | Partidos implicados | Concejales |
| --------- | ------------------- | ---------- |
| 2003-2007 | PSOE-IULV-CA        | 9/17       |
| 2011-2015 | PA-PP               | 11/17      |
| 2015-2017 | IxE-PA-PP           | 10/17      |
| 2017-2019 | PSOE-PA-PP          | 12/17      |

### Justicia
Estepa es cabeza del partido judicial número 15 de la provincia de Sevilla, que engloba a los municipios de Aguadulce, Badolatosa, Casariche, Estepa, Gilena, Herrera, Lora de Estepa, Marinaleda, Pedrera y La Roda de Andalucía. Las instalaciones judiciales constan de dos juzgados de primera instancia e instrucción situados en la calle Castillejos, 32. Las funciones de registro civil son desempeñadas por el juzgado n.º 1, el cual también tiene competencias relacionadas con la violencia de género.

## Servicios

### Suministros y gestión de residuos
Estepa dispone de suministro eléctrico desde 1895. Actualmente (2008) dicho suministro lo gestiona Endesa. Hay algunas instalaciones de generación de energía solar.[cita requerida]
El suministro de agua potable lo gestiona el ayuntamiento. El agua proviene de la fuente de Santiago, que alimenta dos depósitos principales, uno en la sierra de Becerrero y otro cercano al recinto ferial. Las aguas residuales son tratadas en una depuradora situada a unos dos kilómetros al sur del centro urbano.[cita requerida]
Los residuos sólidos los gestiona el Consorcio de Medio Ambiente de Estepa-Sierra Sur-El Peñón, constituido en 1997 por las mancomunidades de la comarca de Estepa, la Sierra Sur y el Peñón. Existen en Estepa dos grandes instalaciones pertenecientes al consorcio: el Complejo Medio Ambiental Mata Grande, la principal instalación para el tratamiento de residuos del consorcio, en funcionamiento desde 1995, y el vertedero de residuos inertes, situado en el paraje de Gallo. Las almazaras cuentan con balsas de alpechines para su tratamiento.

### Seguridad ciudadana
La seguridad ciudadana se encuentra encomendada a la Guardia Civil y la Policía local. El cuartel de la Guardia Civil se sitúa en el paseo de Roya y pertenece a la Comandancia de la Guardia Civil de Sevilla. La Policía local tiene su jefatura en la plaza del Carmen, enfrente del ayuntamiento y no supera la decena de miembros. Por su parte, en la calle Mirasierra hay un parque de bomberos con varios garajes para guardar los coches de bomberos. Protección Civil no tiene dependencias oficiales en el municipio y utiliza el garaje de los bomberos.

### Sanidad

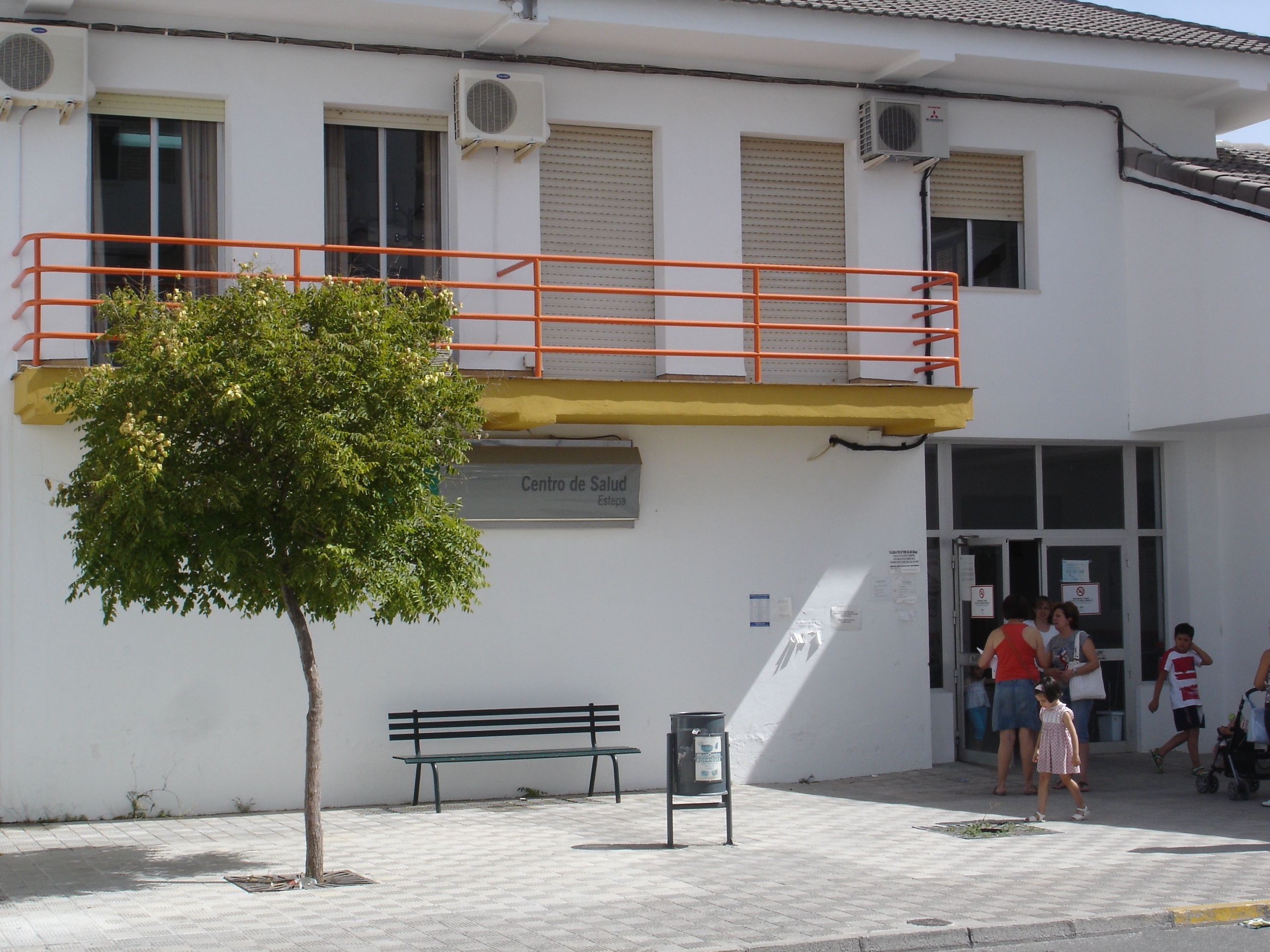
Centro de salud de Estepa

Estepa no cuenta con hospital por lo que la atención hospitalaria se presta en el Hospital de la Merced de Osuna o en los centros de Sevilla como capital de provincia. El Área de Gestión Sanitaria de Estepa (atención primaria) abarca no sólo esta localidad, sino también los municipios limítrofes. En Estepa sí hay un centro de salud.

### Educación
| Tipo de centro                            | Nombre              | Ubicación                                       |
| ----------------------------------------- | ------------------- | ----------------------------------------------- |
| Escuela infantil                          | Santa Margarita     | Calle Solidaridad, s/n                          |
| Escuela infantil                          | Balcón de Andalucía | Calle del Matadero, s/n                         |
| Colegios de educación infantil y primaria | Santa Teresa        | Calle Camino de las Vigas S/n y calle Ecija S/n |
| Colegios de educación infantil y primaria | Los Remedios        | Calle Era Verde, s/n                            |
| Institutos de educación secundaria        | Aguilar y Cano      | Calle del Cahiz S/n                             |
| Institutos de educación secundaria        | Ostippo             | Carretera Becerrero, s/n                        |

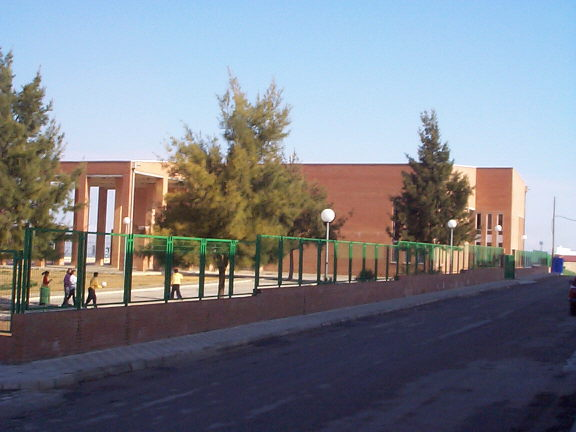
C. E. I. P. Santa Teresa

Los ciclos formativos de Formación Profesional impartidos en la localidad son los siguientes:
| Instituto          | Grado    | Nombre                                         |
| ------------------ | -------- | ---------------------------------------------- |
| IES Aguilar y Cano | Medio    | Panadería, repostería y confitería             |
| IES Aguilar y Cano | Medio    | Cocina y gastronomía                           |
| IES Aguilar y Cano | Medio    | Gestión administrativa                         |
| IES Aguilar y Cano | Superior | Procesos y Calidad en la Industria alimentaria |
| IES Aguilar y Cano | Superior | Administración y finanzas                      |
| IES Ostippo        | Medio    | Instalaciones eléctricas y automáticas         |
| IES Ostippo        | Medio    | Mecanizado                                     |
| IES Ostippo        | Medio    | Atención sociosanitaria                        |
| IES Ostippo        | Superior | Instalaciones electrotécnicas                  |

No hay instalaciones universitarias en la localidad.

### Transporte y comunicaciones

#### Carreteras

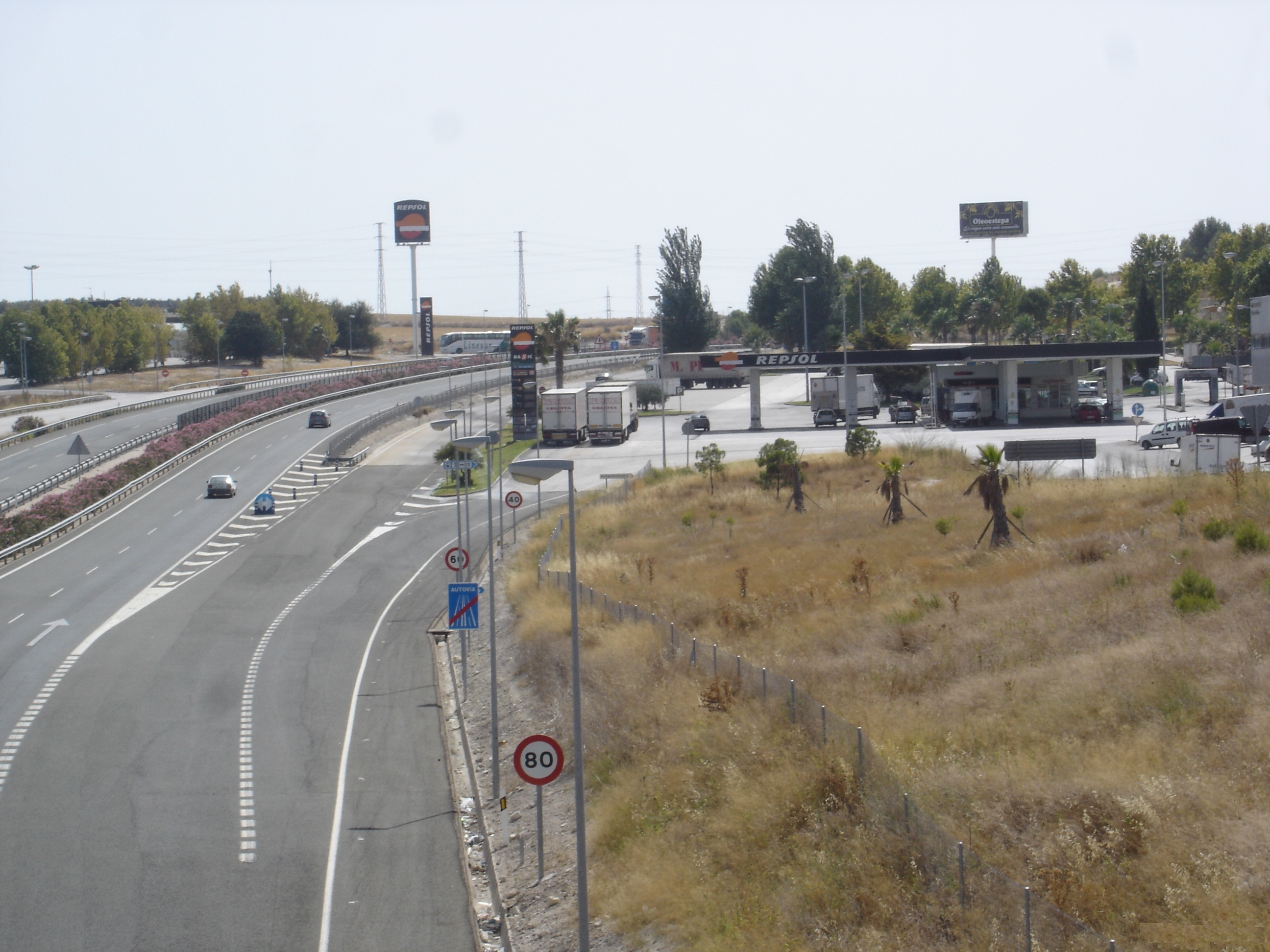
Autovía A-92 y área de servicio

Las principales carreteras que pasan por el término municipal de Estepa son la autovía autonómica A-92 y la A-318, que pertenecen a la Red Básica Estructurante de la red de carreteras de la Junta de Andalucía. La A-92 comunica Sevilla con Granada y Almería y bordea el casco urbano de Estepa por el norte. En esta zona de la provincia de Sevilla, la A-92 sigue el trazado de la antigua N-334, que comunicaba Sevilla con Málaga (si bien aquella atravesaba el casco urbano de Estepa).
La A-318 parte de Estepa, pasa por Lucena y finaliza en la carretera N-432 (Granada-Córdoba) cerca de Luque. En la actualidad está carretera está en proceso de convertirse en uno de los tramos de la Autovía del Olivar, que partirá de Estepa y llegará hasta Úbeda pasando por Jaén y Lucena.
Además de las citadas, parten de Estepa la carretera intercomarcal A-353, que discurre hacia el noreste y llega hasta Martín de la Jara, pasando por Gilena y Pedrera, y varias carreteras provinciales (algunas de ellas accesos de la A-92 a Estepa.
| Red                      | Carretera       | Conexión                             |
| ------------------------ | --------------- | ------------------------------------ |
| Red Básica Estructurante | A-92            | Sevilla - Málaga - Granada - Almería |
| Red Básica Estructurante | A-318           | Herrera y Puente Genil               |
| Red Intercomarcal        | A-353           | Gilena                               |
| Red provincial           | SE-9209         | Matarredonda (Marinaleda)            |
| Red provincial           | SE-9210         | Acceso Noreste desde la autovía A-92 |
| Red provincial           | SE-9211         | Marinaleda y El Rubio                |
| Red provincial           | SE-9212         | La Roda de Andalucía                 |
| Red provincial           | SE-9213 SE-9208 | La Salada y Lora de Estepa           |
| Red provincial           | SE-9214         | Acceso Oeste desde la autovía A-92   |

#### Distancias
La siguiente tabla muestra las distancias entre Estepa y otras localidades, incluyendo algunas capitales de provincia.
| Capitales    | Distancia (km) | Ciudades  | Distancia (km) | Pueblos | Distancia (km) |
| ------------ | -------------- | --------- | -------------- | ------- | -------------- |
| Gilena       | 7,5            | Pedrera   | 17             | Córdoba | 85             |
| Herrera      | 10             | Osuna     | 23,3           | Málaga  | 100            |
| Aguadulce    | 13             | Écija     | 38,3           | Sevilla | 110            |
| Casariche    | 13,5           | Lucena    | 46,2           | Jaén    | 133            |
| Puente Genil | 16,5           | Antequera | 48             | Granada | 140            |

#### Transporte público
Estepa dispone de servicios diarios en autocar con Sevilla, Granada, Cartagena, Málaga y Almería. Por otra parte, entre las localidades limítrofes con Estepa de Herrera y Puente Genil se encuentra la estación de Alta Velocidad de Puente Genil-Herrera. En ella, Renfe ofrece servicios diarios con Madrid y Barcelona.

### Medios de comunicación
Además de la prensa escrita de Sevilla y Madrid y las cadenas de radio y televisión de ámbito nacional y autonómico, existen en Estepa medios de comunicación locales:
- Televisión: WinetTV[cita requerida] y OndaSur.[52]

- Radio:[53] Emite en onada media la cadena Ser Andalucía Centro (Cadena Ser, 98.3 FM). También emiten desde Estepa Voz Cristiana (99.0 FM) y Radio María (101.7 FM). [cita requerida]

## Cultura

### Gastronomía

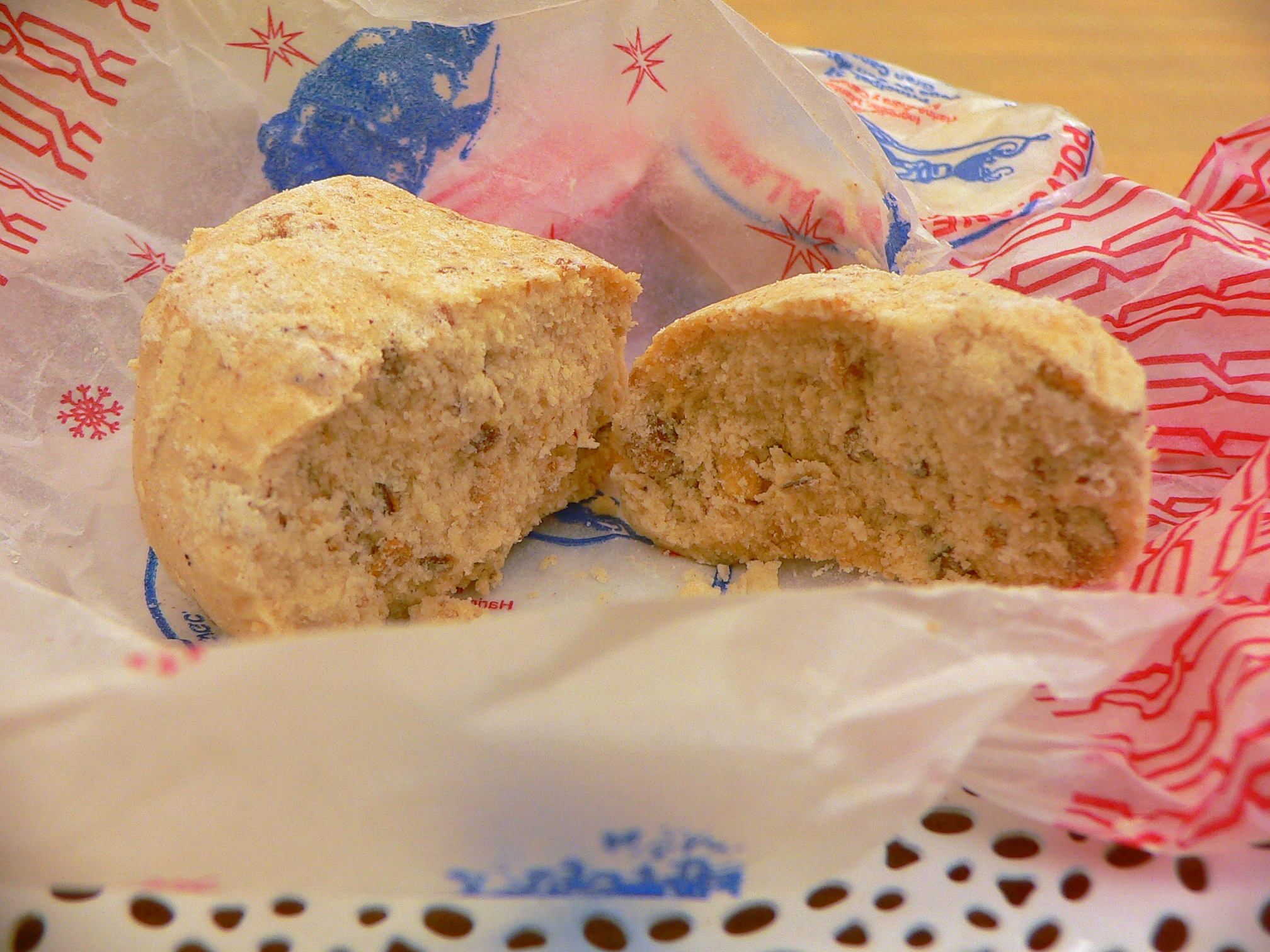
Mantecao

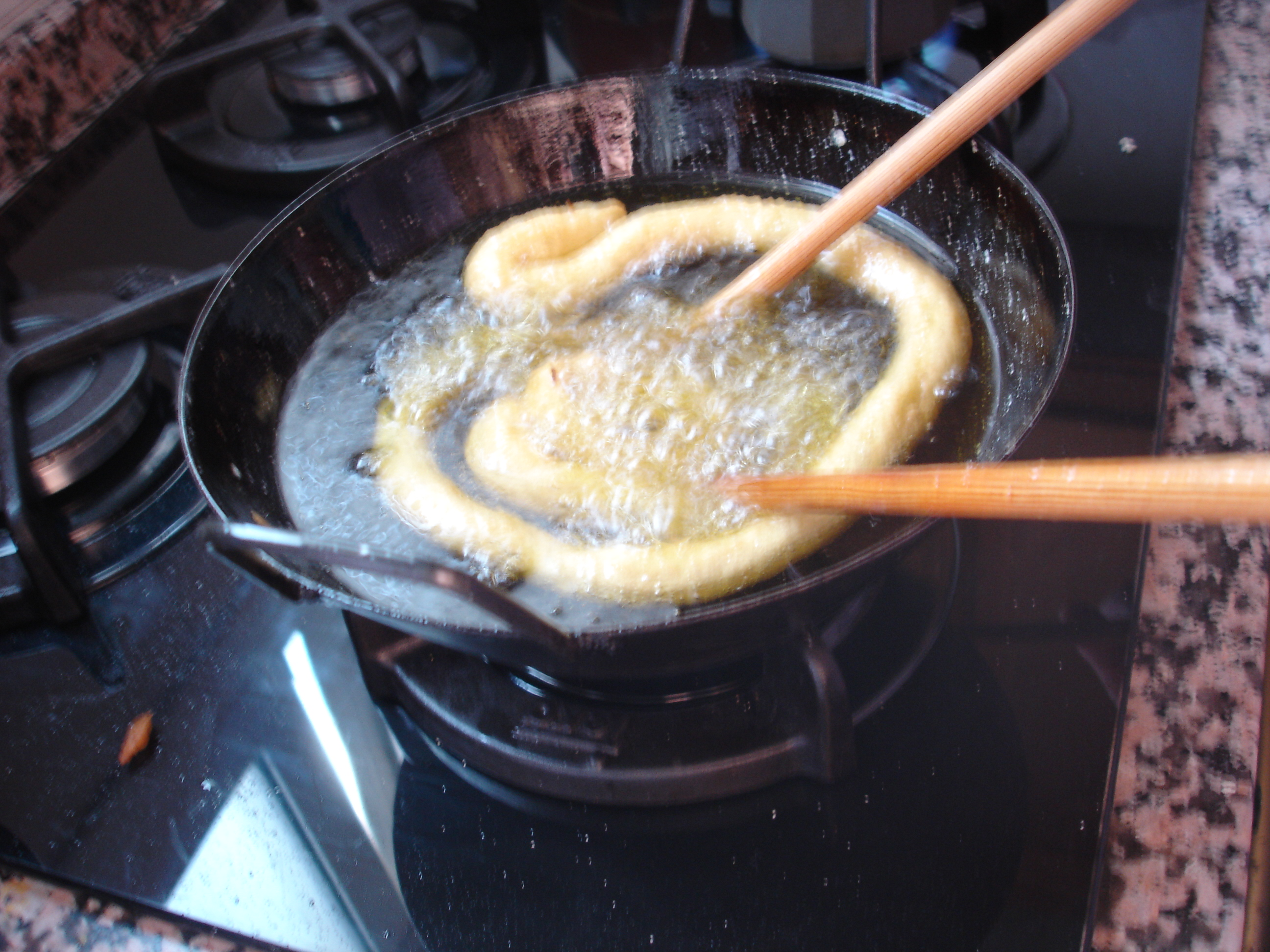
Fritura casera de una rueda de churros en Estepa

Algunos de los platos más característicos de Estepa son los cocidos de garbanzos con verduras, con pringada; los potajes de garbanzos, de habichuelas o de lentejas; las cazuelas de habas con chorizo o de alcachofas; los guisos de caza como la perdiz escabechada, el conejo con tomate o la liebre con arroz; las carnes de cordero a lo pastoril o al horno, de cerdo con tomillo, de lomo ibérico en manteca; los pescados como el bacalao con tomate, pescado frito; los arroces, caldoso con codorniz, caldoso con gambas, al horno, en paella; las verduras, hortalizas y tubérculos como menestra de verduras, pimientos asados, salteado de judías con jamón, tomates con orégano, vinagre y aceite, picadillo de tomate.[cita requerida]
Un plato que destaca por su simplicidad y fácil preparación es el salmorejo, con clara influencia cordobesa y popular en gran parte de la comarca. Otro plato de origen cordobés muy habitual es el flamenquín. 
Estepa destaca por su repostería. Sus famosos mantecados y polvorones. Dentro de la amplia tradición gastronómica estepeña, cabe destacar el amplio abanico de empresas dedicadas a la elaboración y venta de polvorones. De entre las más de treinta fábricas que se dedican a la comercialización de este típico dulce, goza de especial importancia La Estepeña. Esta entidad fue fundada en 1858 por una familia de alta alcurnia. Además, este negocio ha sido de vital importancia para la economía popular, ya que proporcionó el sostén económico del pueblo durante la época franquista. De entre la amplia gama de productos que elabora dicha fábrica, predominan los roscos de vino, "los artesanitos" y los mazapanes. La Despensa de Palacio se distingue del resto de factorías competidoras del pueblo por el Museo de Chocolate que recoge la larga tradición gastronómica ostipense gracias a sus estatuas y monumentos. la confitería y otros dulces caseros tienen una extensa variedad y se elaboran periódicamente en muchas casas de la ciudad para diversas celebraciones como bautizos, comuniones o bodas, incluyendo especialmente las fiestas de Navidad y las fiestas locales. Son muy representativos las magdalenas de huevo o de leche, los rosquitos de almendra trenzados, cocochas, flores de miel, pestiños, torrijas de miel, asopaipas, típica masa de harina, agua y levadura que se fríe y se come con azúcar y los típicos ochíos.

### Patrimonio

#### Monumentos
Estepa fue declarada en 1965 conjunto histórico-artístico, destacando entre sus edificaciones de interés la Torre del Homenaje y el propio recinto amurallado del Alcázar (siglo XV), la iglesia parroquial de Santa María de la Asunción (siglo XVII), las iglesias de San Sebastián (siglo XVI), del Carmen (siglo XVII) y de Nuestra Señora de los Remedios, el convento de Santa Clara (siglo XVI), el convento de San Francisco (siglos XVII-XVIII), la casa-palacio de los Marqueses de Cerverales (siglo XVIII) y la torre de la Victoria; además de muchos arcos en algunas bocacalles. A continuación se describen algunos de los monumentos más importantes por su localización y antigüedad.

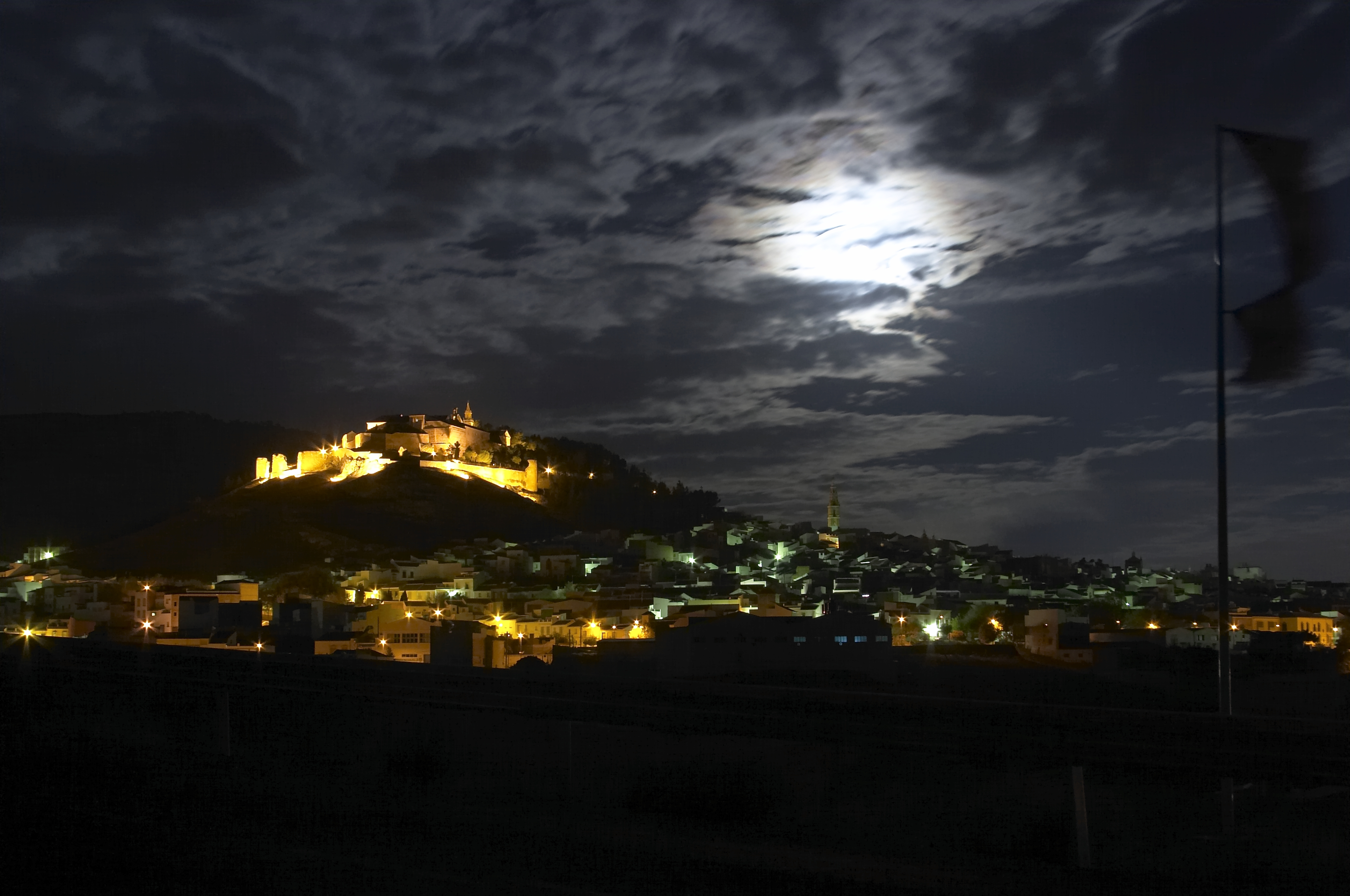
Cerro de San Cristóbal desde la carretera entre Estepa y La Salada

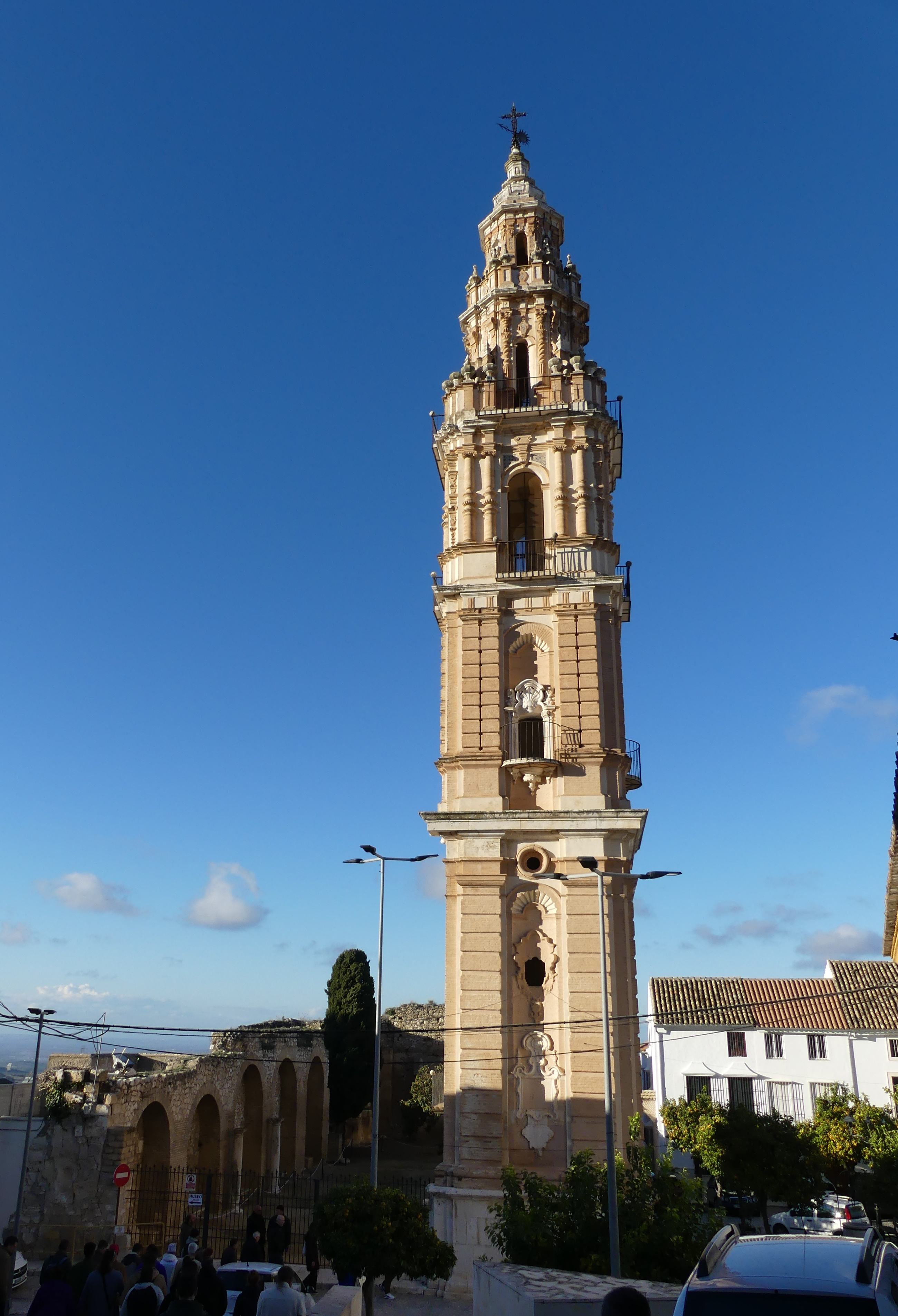
Torre de la Victoria

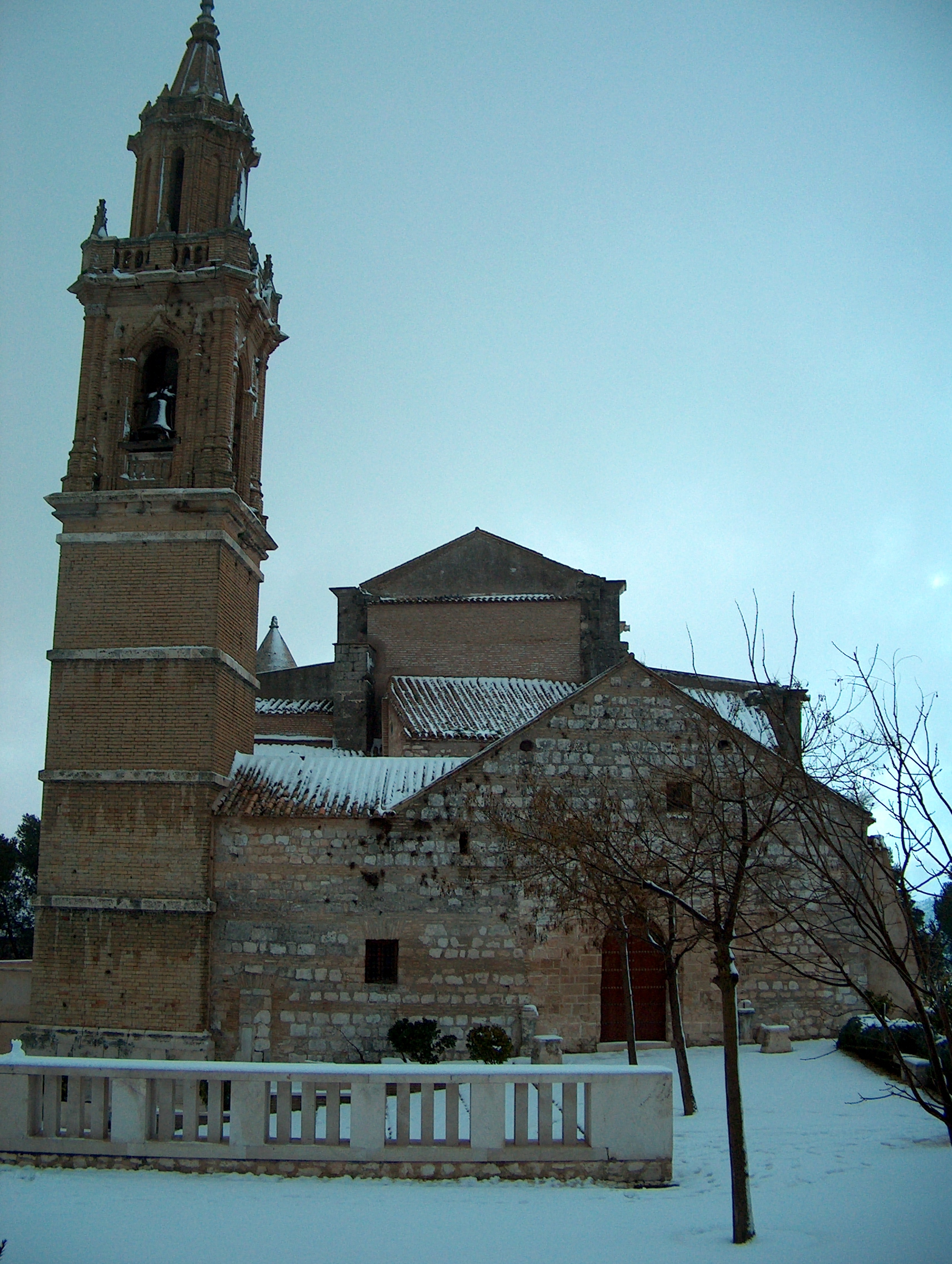
Iglesia de Santa María

- Antiguo Alcázar (37°17′17″N 4°52′36″O / 37.2881724, -4.8765457). Se trata de la antigua alcazaba árabe, localizada en la zona de mayor altitud, que posteriormente albergó el palacio de los marqueses de Estepa. Únicamente queda el solar, restos de algunos aljibes y algunas paredes. Mediante los planos realizados en 1543 por los canteros vizcaínos que estaban dirigiendo las obras de la iglesia Santa María La Mayor, puede conocerse el estado de la fortaleza y el alcázar en aquellos momentos. La puerta del alcázar se encontraba en el flanco norte, frente a la antigua plaza de la Villa o plaza Vieja, dando lugar a una entrada en recodo para una mejor defensa. Pequeñas torres formaban parte del perímetro de la muralla interior donde se situaban los aljibes.

- Torre del Homenaje (37°17′17″N 4°52′39″O / 37.2880444, -4.8774362). Es una torre defensiva construida por Lorenzo Suárez de Figueroa, maestre de Santiago. Cumplía funciones defensivas y logísticas, con saeteras en la fachada y un almacén destinado a las reservas. Mide 26 metros de alto por 13 de ancho. En los días claros y despejados, desde su cubierta se puede divisar Sierra Nevada.

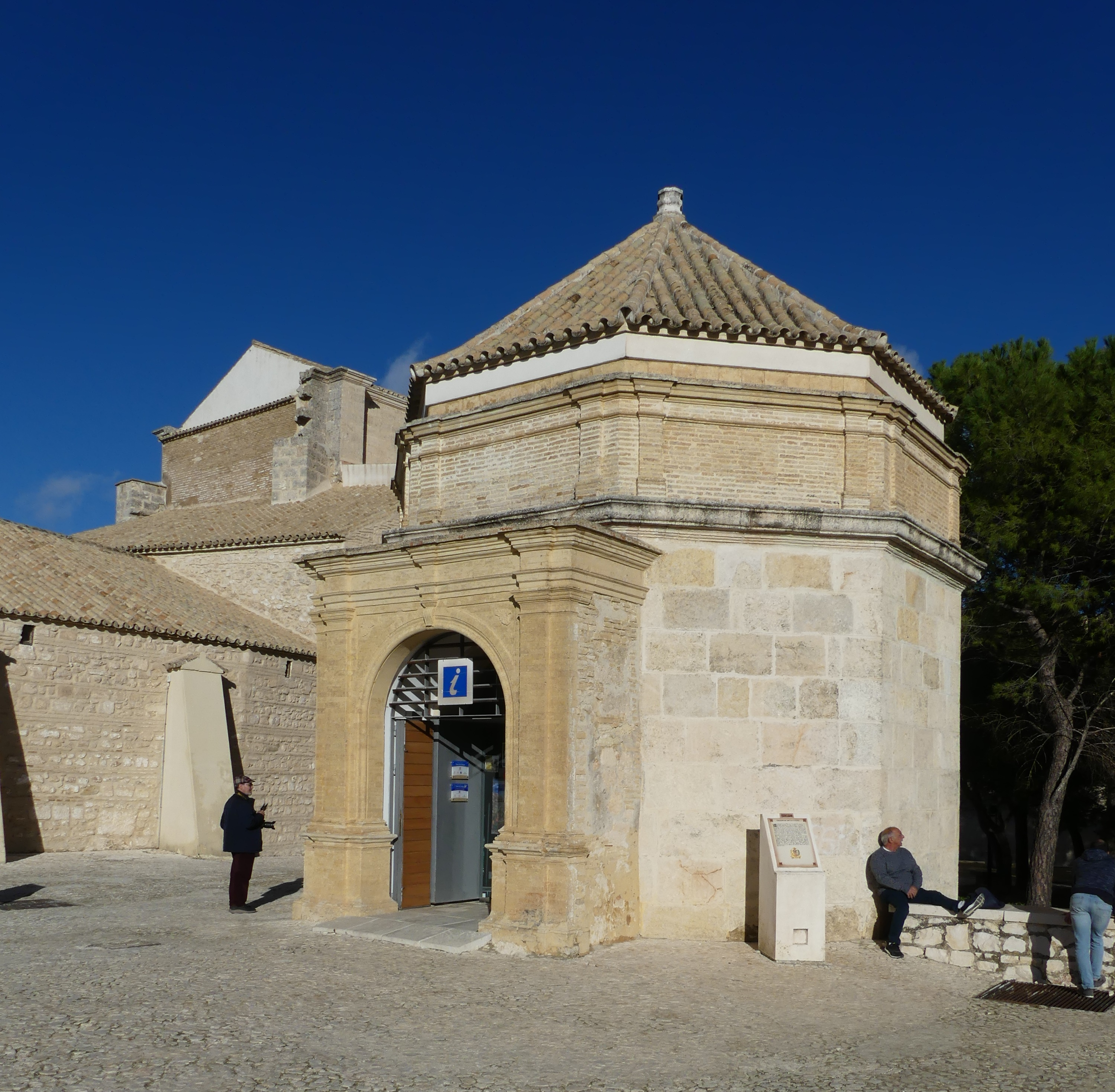
Torre Ochavada

- Torre Ochavada. Construida en época almohade (siglo XIII), tiene planta octogonal, cubierta de teja árabe y pórtico neoclásico (siglo XIX).[54]
- Torre de la Victoria. Cuenta con 40 metros de altura y es uno de los símbolos de Estepa. Pertenecía al antiguo Convento de los Padres Mínimos de Estepa, el convento de la Victoria. Fue construida entre 1760 y 1766, conservándose en perfecto estado actualmente aunque la iglesia a la que pertenecía fue demolida en 1939.[55]

- Iglesia de Santa María (37°17′18″N 4°52′34″O / 37.2884328, -4.8761111). Está situada en el cerro de San Cristóbal, y fue construida por la orden de Santiago entre los siglos XV y XVI sobre una iglesia gótica más primitiva levantada sobre una edificación musulmana. Fue declarada Bien de Interés Cultural en 2001. De acuerdo con la disposición de la Junta de Andalucía, la iglesia "es el inmueble de más ricos valores históricos conservado en Estepa".[56] A julio de 2018 es sede del Museo de Arte Sacro de Estepa.

- Iglesia parroquial de San Sebastián (37°17′25″N 4°52′43″O / 37.2903106, -4.8787183). Fue construida por el arquitecto genovés Vicente Boyol en 1575. Alberga imágenes de gran valor artístico.[57]

- Iglesia de Nuestra Señora de los Remedios (37°17′18″N 4°53′01″O / 37.2884114, -4.8837179). En sus orígenes fue una pequeña ermita dedicada a la Veracruz. Es una iglesia de estilo barroco del siglo XVII, una de las más representativas de la época en la provincia de Sevilla.[58] Destaca el camarín de la Virgen.[57]

- Iglesia de Nuestra Señora del Carmen (37°17′30″N 4°52′39″O / 37.2916038, -4.8775274). Es una iglesia de estilo barroco cuya construcción se finalizó en 1768.[57]

- Iglesia de Nuestra Señora de la Asunción (37°17′25″N 4°52′51″O / 37.2903576, -4.8808157). Es una iglesia de estilo gótico bajo la advocación de la virgen de la Asunción, patrona de Estepa.

- Casa Palacio Marqués de Cerverales (37°17′25″N 4°52′51″O / 37.2902551, -4.8809606). Edificio de estilo barroco, el más relevante dentro de la arquitectura civil de Estepa. Fue construido por orden de Manuel Bejarano y Fonseca, vicario mayor de Estepa y tío del primer marqués de Cerverales. Bejarano residió aquí hasta su muerte en 1777, por lo que la casa palacio también se conoce como casa del Vicario.[59]

- Convento de Santa Clara (37°17′19″N 4°52′32″O / 37.2885395, -4.8754191). Es un convento de clausura situado en el cerro de San Cristóbal, que fue fundado en 1599 por los marqueses de Estepa. La portada está realizada en piedra con estilo protobarroco. Sobre el dintel de la puerta se halla una hornacina con una talla en piedra de Santa Clara y los escudos nobiliarios de las familias de los Centurión (fundadores del marquesado) y de los Fernández de Córdoba (emparentados posteriormente con ellos), así como el de la orden franciscana, situado en la parte superior de la portada. El convento posee una iglesia de una sola nave, dividida en cinco tramos. La cubierta es de bóveda de cañón la cual se apoya en arcos fajones. En el segundo tramo de la nave, el antepresbiterio, está cubierto por una cúpula semiesférica sobre pechinas.[60] El retablo mayor es de estilo barroco-salomónico, atribuido a Pedro Ruiz Paniagua.[30]

- Convento de San Francisco o de Nuestra Señora de Gracia (37°17′15″N 4°52′45″O / 37.2876176, -4.879303). Posee una notable talla barroca de San Francisco de Asís, perteneciente a la escuela granadina.[61]

- Ermita de Santa Ana (37°17′29″N 4°52′21″O / 37.2913477, -4.872517). Está situada en el extremo este de Estepa, en el barrio de la Coracha. Data del siglo XVIII, destacando en su interior la imagen de la Virgen de las Angustias.[62]
- Fuente de Roya. Construida a principios del siglo XVIII, actúa como desembocadura del Manantial de Roya, proveniente de la sierra del Becerrero. Durante siglos este manantial abasteció de agua a los habitantes de Estepa. En la actualidad su entorno es lugar de recreo y encuentro durante la Romería de San José Obrero.[63]
- León de Piedra. En la zona conocida como Tajo Montero se sitúa una roca zoomorfa que representó en la antigüedad a un león. Este tipo de piezas se utilizaban para delimitar cruces de caminos, marcar tumbas, tierras de nobleza, etc. Donde está situado el León de Piedra pasaba la calzada romana que unía Estepa con Gilena.[64]
- Cueva de la Carrita. En el cerro de San Cristóbal se encuentra esta cueva perteneciente al desaparecido barrio de las Cuevas de Oran, todas desalojadas y enterradas en 1963. Está formada por tres habitaciones, estando las más pequeñas totalmente excavadas en el cerro. Puede visitar previa solicitud.[65]

#### Miradores
- Mirador Balcón de Andalucía (37°17′20″N 4°52′36″O / 37.2889833, -4.8765349). Es un mirador natural situado junto a la iglesia de Santa María, en el que los días claros llega a verse Sevilla, Córdoba y Málaga.

- Miradores de Los Tajillos (37°17′10″N 4°54′08″O / 37.2861665, -4.9022305) y (37°17′08″N 4°54′02″O / 37.2856799, -4.9006802). Situado en la sierra de Los Tajillos, son unos miradores naturales desde los cuales se puede divisar el manantial de Roya y Estepa.

#### Cortijos
Se conservan algunos cortijos, varios de los cuales han sido destinados al turismo rural.

### Semana Santa

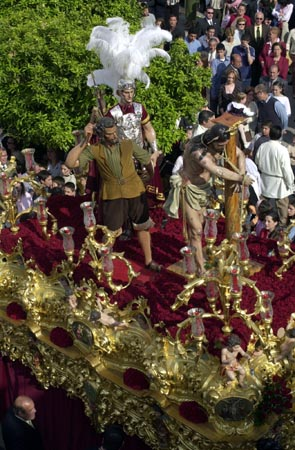
Paso del Cristo

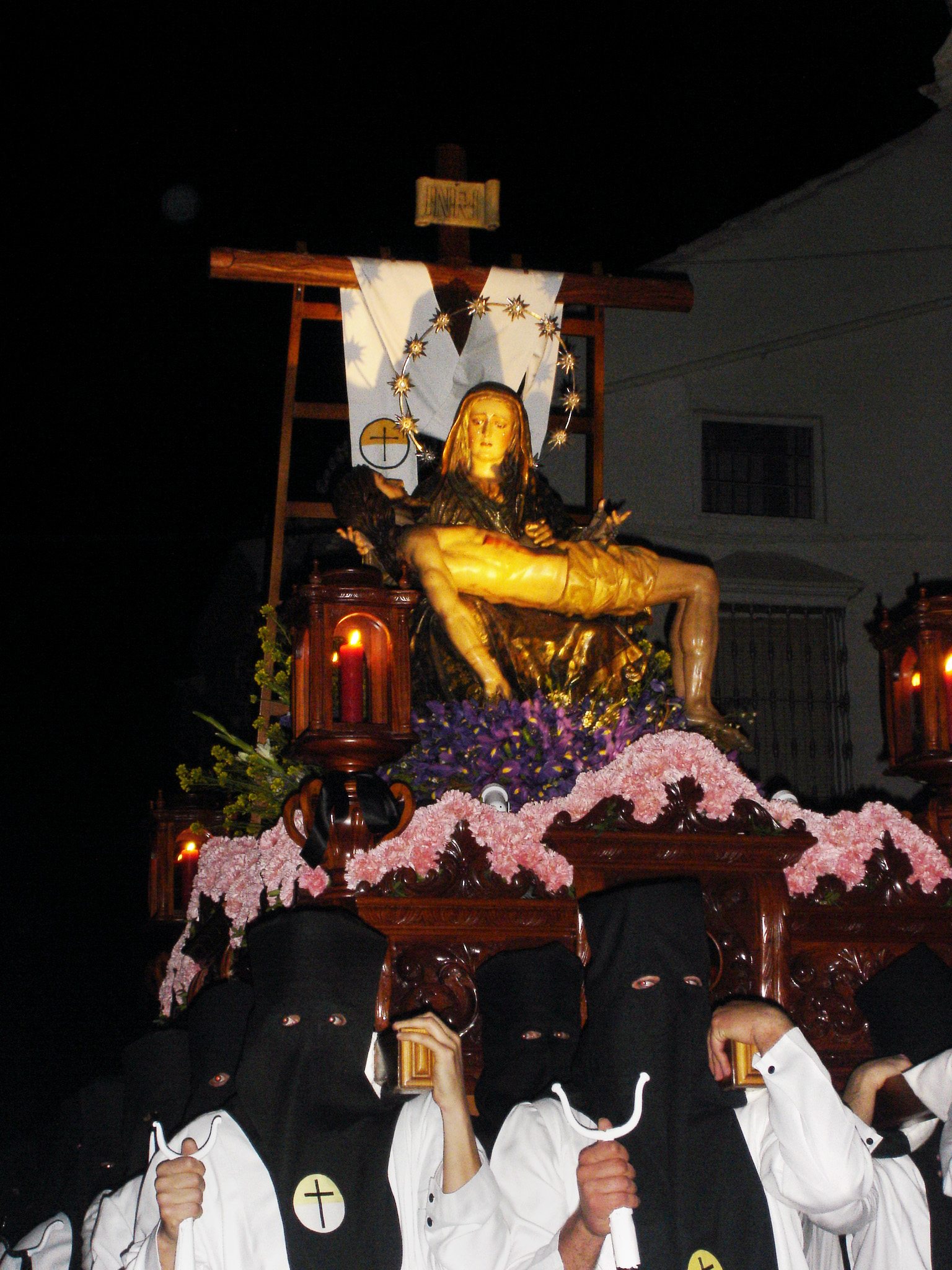
Imagen de Las Angustias

La Semana Santa de Estepa está declarada Fiesta de Interés Turístico Nacional. En ella se ofrece un pregón tradicional y salen varias imágenes en procesión por las calles del municipio. El programa habitual de las procesiones de la Semana Santa es el siguiente:
- Domingo de Ramos: Realiza su estación de penitencia la Hermandad de Nuestro Padre Jesús en su Entrada Triunfal en Jerusalén y María Santísima de la Victoria, conocida también como "La Borriquita". Los hermanos nazarenos visten túnica blanca con cordón y botones celestes, portando palmas. Esta hermandad ha sido desde sus comienzos la más popular entre los pequeños de la localidad, por lo cual la salida y la finalización de su recorrido son más tempranas que las de las demás.[66]

- Lunes Santo: Procesiona la Hermandad de Nuestra Señora de las Angustias, San José Obrero y San Pío X, conocida como "Las Angustias". Esta hermandad, con más de 600 integrantes, es la que tiene el cortejo procesional más grande de la localidad y tiene como colores el blanco de la túnica y el negro del capillo.[66]

- Martes Santo: Realiza su estación de penitencia la Hermandad de San Pedro Apóstol y María Santísima de los Dolores desde la iglesia de la Asunción. Sus colores son el rojo de la túnica y el azul del antifaz y la capa.[66]

- Miércoles Santo: De madrugada hace su estación de penitencia la conocida como Hermandad de los Estudiantes. Su vestimenta es completamente negra, excepto en el cíngulo, que es amarillo.[66] En la tarde del Miércoles Santo hace su procesión la cofradía del Dulce Nombre de Jesús, Santísimo Cristo de la Humildad y Paciencia (titular que no procesiona en Semana Santa) y María Santísima de la Paz, cuyos titulares son popularmente conocidos como El Niño Perdido y la Virgen de la Paz. Visten de blanco en la túnica y la capa y el rojo de antifaz y cinturón. Es la hermandad más antigua de la Semana Santa de Estepa, y cuenta con uno de los pasos de misterio de mayor valor artístico de la ciudad.[cita requerida] El Dulce Nombre de Jesús cuenta con mucho fervor no solo en el pueblo, sino también en pueblos vecinos, como Gilena o Casariche, y en este día acuden muchísimos habitantes de los pueblos vecinos para ver la salida del "Niño Perdido"[66]

- Jueves Santo: En la madrugada del miércoles al jueves procesiona la Hermandad del Calvario, la segunda con mayor número de hermanos nazarenos de la localidad. Sus colores son el negro de la túnica y el blanco del antifaz. Es la única que termina su recorrido en el cerro de San Cristóbal, en el convento de San Francisco. Durante la tarde del jueves procesiona de la Archicofradía Sacramental de Paz y Caridad, del barrio de los Remedios y cuyos titulares, El Cristo y la Virgen de la Esperanza Coronada, son dos de las imágenes que más fervor despiertan en la Semana Santa estepeña. Los colores de sus nazarenos son el verde para antifaz y blanco para túnica y capa.[66]

- Viernes Santo: Realiza su estación de penitencia la hermandad de Nuestro Padre Jesús Nazareno y Nuestra Señora de los Dolores. Es una de las que más fervor despierta en la localidad y el nazareno posee la Medalla de Oro de la ciudad. Visten morado en antifaz y túnica, y blanco en la capa.[66]

- Sábado Santo: Procesiona la Hermandad del Santo Entierro, Santísimo Cristo de la Buena Muerte y Nuestra Señora de la Soledad. Es la procesión institucional de la localidad, en la que desfila una representación de la corporación municipal, de las fuerzas de seguridad (Guardia Civil y Policía local) y de todas las demás cofradías de Estepa. Esta Hermandad viste completamente de negro llevando un cinturón ancho de esparto con hebillas que es fabricado a medida para los hermanos.[66]

### Romería de San José Obrero
La romería de San José Obrero tiene lugar el 1 de mayo, coincidiendo como otras muchas romerías andaluzas, con la fiesta del trabajo. El origen de esta peregrinación está vinculado a la Hermandad de las Angustias. La fiesta comienza en la ermita de Santa Ana, con la carroza de San José Obrero tirada por bueyes y acompañada por otras carrozas hasta su llegada a la ermita de San José Obrero y San Pio X, que se encuentra cercana al manantial de Roya. Desde allí vuelve a subirse al santo hasta la ermita de Santa Ana. En la sierra de Los Tajillos la fiesta continúa con una amplia participación popular. Familias y amigos aprovechan para acompañar el día campestre en lo que en Estepa popularmente se ha llamado ir de jira, o lo que es lo mismo, hacer barbacoas y preparar comidas tradicionales como salmorejos o tortillas.

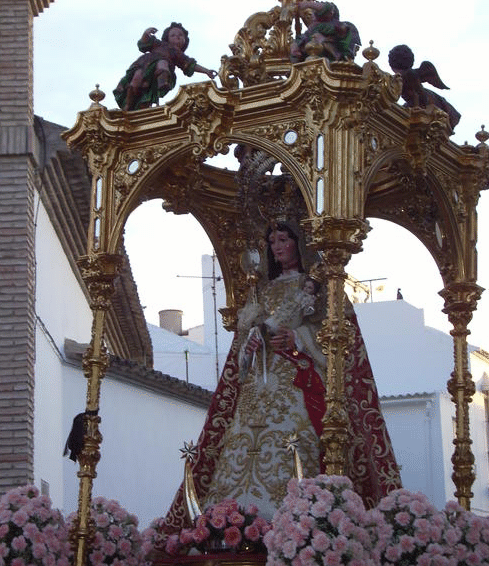
Virgen de los Remedios

### Octava de los Remedios
Esta fiesta de la Octava de los Remedios dura cuatro días, de viernes a lunes, teniendo en común cada año que se realiza el tercer domingo de mayo. Se ubican casetas, la mayoría organizadas por hermandades, en la calle Roya, delante de la iglesia de los Remedios y hasta el cuartel de la Guardia Civil, en los bajos y cocheras de las casas. Se ubican también atracciones en la explanada del cuartel de la Guardia Civil, al final de la calle Roya. Los postres más populares de esta fiesta son el arroz con leche y los tirabuzones. En la diana, madrugada del lunes, ya amanecido, mientras se reparte chocolate con rebanadas y aguardiente, la banda municipal de música pasea por las calles del pueblo despertando a los vecinos con pasodobles, en una suerte de anuncio de la visita obligada a mediodía, a la iglesia de Los Remedios para acompañar a la Virgen en su vuelta al camarín, lo que se conoce como La Subía, fiesta que despierta un gran fervor en los vecinos más devotos.

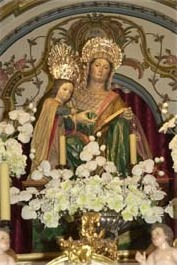
Santa Ana

### Veláde Santa Ana
La velá de Santa Ana se celebra anualmente en Estepa en torno al 26 de julio. Se desarrolla en las calles más cercanas a la ermita de Santa Ana: plaza Poley, Millares y avenida de Andalucía. Allí se instalan atracciones de feria, casetas y puestos ambulantes. Anteriormente tenía lugar en la plaza de la Coracha, conocida popularmente como el Pilar. El primer día de velá se colocan cucañas y juegos infantiles y juveniles en la plaza de Santa Ana.

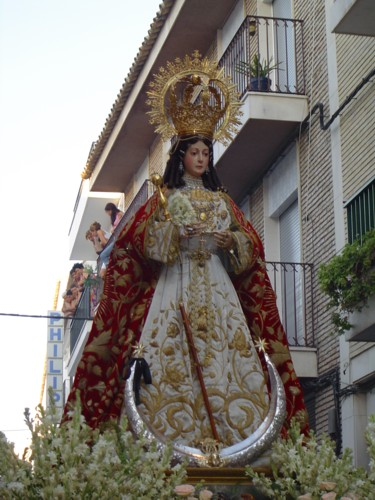
Virgen de la Asunción

### Día de la Asunción
El día de la Asunción se celebra con motivo de la festividad de la virgen de la Asunción. Se empezó a celebrar como tal en 1872, ordenada y conformada por el V marqués de Cerverales. Se hace coincidir la feria con las fiestas que desde tiempo inmemorial se celebran en honor de la Virgen del Carmen, que tenían lugar en el mes de septiembre, desarrollándose en las inmediaciones de la iglesia del Carmen. El mes de septiembre venía condicionado por el final de una serie de actividades agrícolas, y el inicio del nuevo ciclo agrario, eran fechas idóneas para la compraventa de ganado, y también por estas fechas venían los marqueses de Estepa para realizar las cuentas de las haciendas. 
En 1930 pasó de celebrarse en la calle Mesones a hacerlo en la calle Sevilla y en 1935 se instaló en la actual avenida de Andalucía. Desde 1975 hasta 1986 la Feria pasó a celebrarse en el cerro. Desde 1987 se celebra en el recinto ferial donde se han construido casetas permanentes.

Desde el 2013 vuelve a celebrarse en septiembre aunque sin llegar a ser en su fecha original, ya que se hace coincidir con el primer fin de semana que esté completamente en septiembre.

### Fiestas Santiaguistas y Mercados Medievales
Entre 2008 y 2010 se celebraron en Estepa las Fiestas Santiaguistas. Tenían lugar en septiembre durante un periodo aproximado de diez días sobre el cerro de San Cristóbal. En ellas se llevaban a cabo actividades ambientadas en la Edad Media, con mercado de artesanía, conferencias sobre la historia de Estepa, visitas teatralizadas, comidas medievales y actuaciones de música antigua. Sin embargo, en 2011 el ayuntamiento anunció la suspensión de las fiestas por motivos económicos. En la actualidad ha derivado en la realización de mercadillos ambulantes con puestos de estilo medieval, en la calle Mesones, que suelen aprovechar el gran tirón turístico que tiene Estepa durante los meses de campaña de mantecados, por lo que se organizan en los días de fiesta del puente de la Constitución, a primeros de diciembre.

### Deporte
| Nombre                              | Actividad            |
| ----------------------------------- | -------------------- |
| C.B. Ostippo                        | Baloncesto           |
| C. D. de Atletismo "Los 100 metros" | Atletismo            |
| Club Deportivo Atlético Estepeño    | Fútbol sala          |
| Club de Ajedrez "Dil-Aram"          | Ajedrez              |
| Club Balonmano Estepa               | Balonmano            |
| Club Estepa Racing                  | Slot                 |
| Club Radio Control Sierra Sur       | Aeromodelismo        |
| Estepa Industrial C. D.             | Fútbol               |
| Estepa Tenis Club                   | Tenis                |
| Mountain Bike "Mantk-2"             | Bicicleta de montaña |
| Club Deportivo Estepa Atlético      | Fútbol               |
| Rugby Los Lobos                     | Rugby                |
| VolleyBall Estepa                   | Voleibol             |
| Kiongo                              | Taekwondo            |

Estepa cuenta con varios clubes deportivos. Entre ellos, el más popular es el club de fútbol Estepa Industrial, que jugó la temporada 2011/11 en el grupo 2 de la primera división provincial de Sevilla. A mediados de noviembre, se organiza la Carrera Popular contra la Droga y durante el verano se celebra un torneo de fútbol sala 24 horas.
El acontecimiento deportivo de mayor repercusión en la localidad es la celebración del Trofeo Ciudad del Mantecado, que se celebra desde 1973 a mediados de agosto, haciéndolo coincidir con las fiestas patronales. Es organizado por el Estepa Industrial, en colaboración con el ayuntamiento de Estepa. A este torneo han asistido equipos como el Sporting de Lisboa B, Castilla CF, Recreativo de Huelva y los equipos sevillanos, Real Betis Balompié B y Sevilla Atlético.

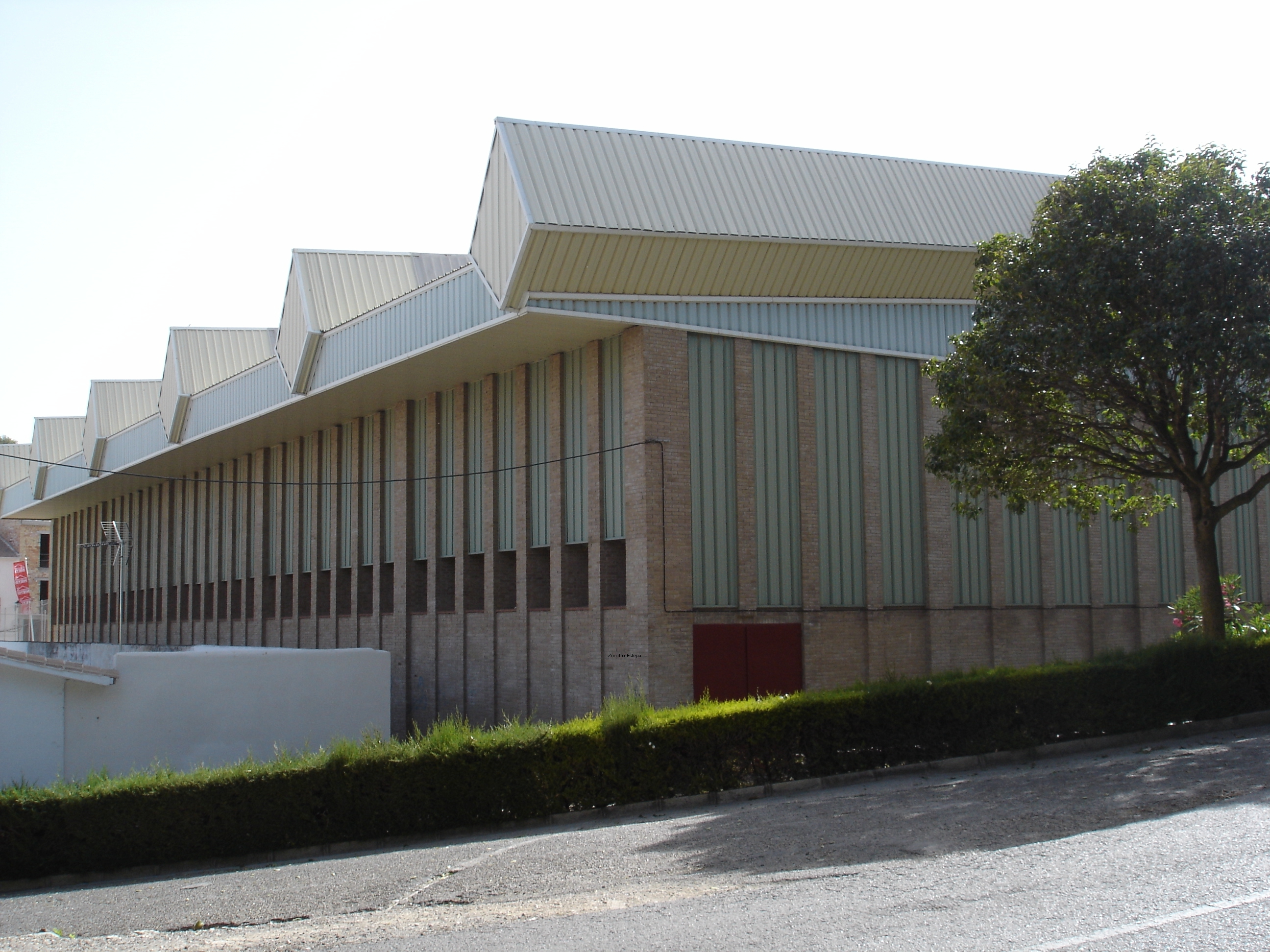
Pabellón polideportivo

En las décadas de 1990 y 2000 varias etapas de la Vuelta a Andalucía y la Vuelta Ciclista a Sevilla han atravesado la localidad. El 26 de febrero de 2010 se jugó uno de los partidos de la Liga de Fútbol Indoor, entre Sevilla FC y Athletic Club con resultado final de 9-8.
En el municipio hay instalaciones deportivas en la ladera sur del cerro de San Cristóbal, con cuatro polideportivos, un frontón, pistas de pádel, tres canchas de tenis y un pabellón polideportivo, denominado "Pabellón Municipal Rafa Baena", en honor al jugador de balonmano de igual nombre, con una capacidad de 450 espectadores aproximadamente. Asimismo, Estepa cuenta con dos pistas para practicar fútbol sobre césped: el campo de fútbol de césped natural Era Verde (37°17′9″N 4°52′49″O / 37.28583, -4.88028) y el campo de césped artificial "Eusebio Olmedo" (37°17′6″N 4°52′47″O / 37.28500, -4.87972). Por último, hay una piscina municipal.

## Ciudades hermanadas
Hasta 2008, Estepa había realizado actos de hermanamientos con las siguientes ciudades: Badia Polesine (Italia), Bédarieux (Francia), Corrientes (Argentina) y Piera (España).
- Badia Polesine (Italia) se hermanó con Estepa en 1992, gracias a los vínculos establecidos entre ambas ciudades con motivo de los intercambios culturales que realizaba el ya desaparecido coro "Diego de Salazar". En conmemoración del hermanamiento se nombró con el nombre de Badia Polestine a una calle de Estepa.[71]

- Bédarieux (Francia) se hermanó con Estepa en 2000, a iniciativa de esta localidad francesa. Un 50% de la población de la localidad francesa es de origen español. En conmemoración del hermanamiento se instaló un monolito en la avenida de Andalucía.[72]

- Corrientes (Argentina), con motivo del cuarto centenario de su fundación, se hermanó con Estepa en 1988. Una calle de Estepa recibió el nombre de Corrientes.[73] El estepeño Juan Torres de Vera y Aragón fue el fundador legal de la ciudad argentina.

- Piera (provincia de Barcelona) fue el destino, en las décadas de 1950 y 1960, de muchos emigrantes estepeños. Por esa razón, en 2002 se produjo el hermanamiento entre ambas localidades mediante la celebración de un pleno extraordinario y la colocación de un monolito conmemorativo en la avenida de Andalucía.[74]